# Saison 2011 de Sébastien Loeb en sport automobile
2010 2012
Sébastien Loeb marque l'Histoire du sport automobile au terme de la saison 2011 en devenant le premier pilote à totaliser huit titres mondiaux dans une même discipline. Au volant de la Citroën DS3 WRC, nouvelle figure de proue de la marque aux chevrons, il connaît l'une des années sportives les plus difficiles de sa carrière en raison de nombreux coups du sorts ayant affectés certaines de ses courses ainsi que du règlement régissant l'ordre de passage dans les spéciales et dont il est une nouvelle fois la principale victime. Ce dernier point sera l'une des sources de tension entre lui et son nouveau coéquipier à temps plein Sébastien Ogier, l'Alsacien supportant mal de ne pouvoir lutter à armes égales quand la réduction des cylindrées des moteurs a contribué à accentuer le phénomène du balayage. Le champion du monde prend également part à la conquête d'un septième sacre Constructeurs pour le compte de Citroën Racing et poursuit sa série de piges annuelles sur circuit dans le cadre du GT Tour. Il remporte enfin le Monza Rally Show pour sa première participation, notamment face au nonuple champion du monde de vitesse moto Valentino Rossi.

## Championnat du monde des rallyes

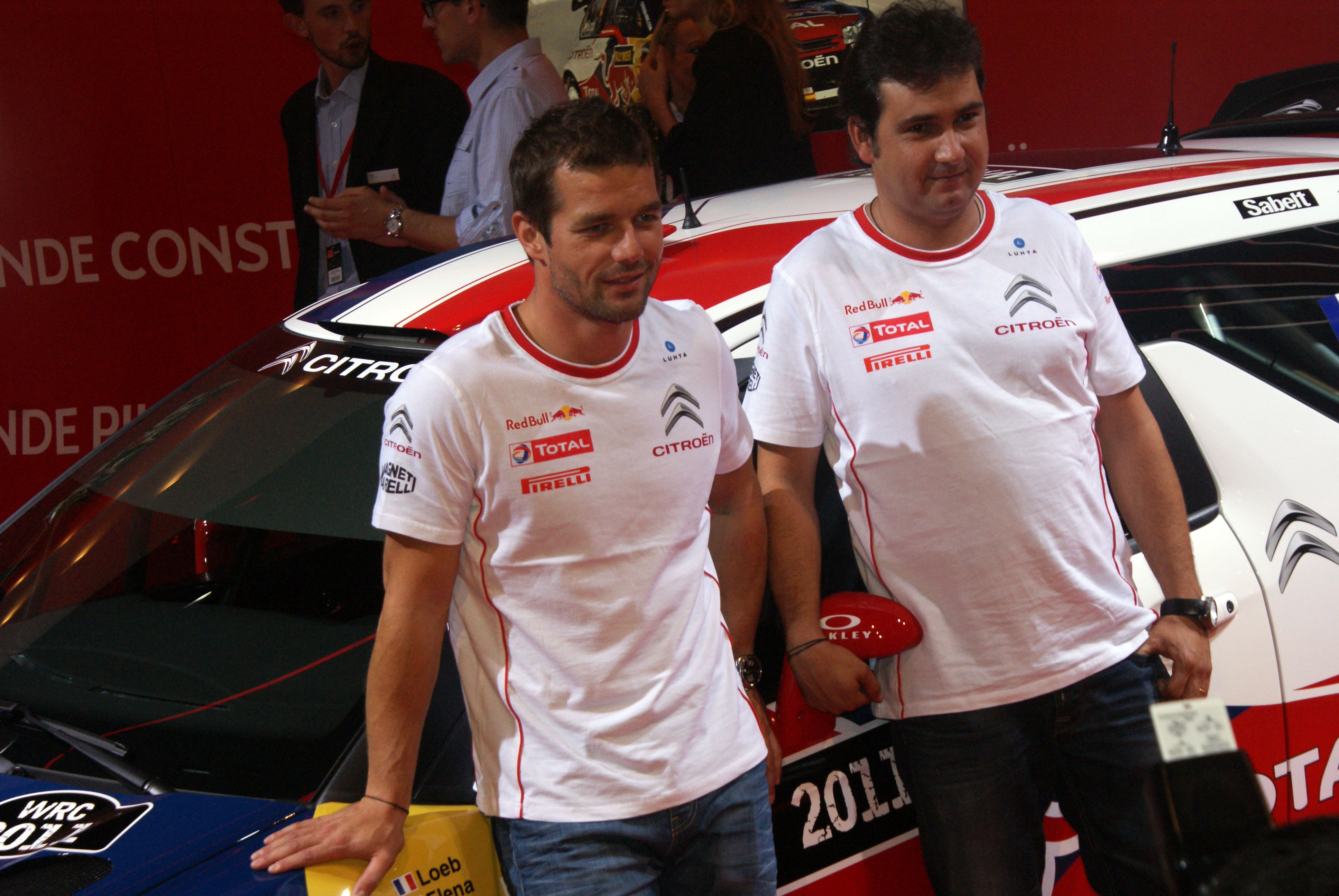
Sébastien Loeb et Daniel Elena sur le salon du Mondial de l'automobile de Paris 2010 pour la première apparition de la Citroën DS3 WRC à destination du grand public.

La saison 2011 marque un tournant dans l'Histoire du WRC en vertu d'une nouvelle réglementation technique introduisant de profondes modifications concernant les voitures homologables, ouvrant ainsi la voie à une nouvelle ère avec la réduction des coûts en ligne de mire. Le traditionnel moteur 2 L Turbo, qui était jusque-là la norme depuis 1987 et la fin des Groupes B, laisse ainsi la place à une cylindrée réduite à 1 600 cm3 avec un poids minimal abaissé à 1 200 kg. La puissance reste pour sa part limitée à 300 chevaux et la transmission demeure répartie sur quatre roues motrices, mais le couple s'en retrouve réduit de près de 40 %, engendrant un handicap plus important qu'auparavant vis-à-vis du balayage sur les rallyes terre. Plusieurs technologies jusqu'alors couramment utilisées ont également été bannies, au premier rang desquelles le différentiel central actif, le départ automatisé ainsi que les palettes de changement de vitesses positionnées derrière le volant. Le plateau s'en retrouve ainsi entièrement renouvelé au sein de l'ensemble des équipes engagées, avec des modèles de voitures plus compacts : Citroën DS3 WRC pour la marque aux chevrons et Ford Fiesta RS WRC pour son rival américain. Le nouveau règlement introduit également le concept de Power Stage désignant sur chaque épreuve du calendrier une spéciale rémunératrice de points pour les trois pilotes les plus rapides. Disposant d'un contrat courant pour une dernière saison effective, Sébastien Loeb poursuit l'aventure avec son employeur historique, son jeune compatriote Sébastien Ogier étant pour sa part promu au rang de coéquipier dans la structure principale avec le départ de Dani Sordo. Après quatre saisons passées aux côtés du septuple champion du monde, l'Espagnol rejoint les rangs de Mini, nouvel arrivant parmi les constructeurs avec un programme partiel conduit par Prodrive, concepteur britannique ayant mis au point la Mini John Cooper Works WRC. Dernier changement notable, la fin de la clause imposant un fournisseur unique de pneumatiques autorise le retour de Michelin, absent du mondial depuis 2008, l'Italien Pirelli préférant quant à lui se concentrer sur son nouveau partenariat avec le championnat du monde de Formule 1,.

### 59th Rally Sweden
Le rallye de Suède marque le coup d'envoi de la saison pour la deuxième année consécutive. Sur la seule manche du calendrier disputée sur neige, Sébastien Loeb fait face à plusieurs inconnues, en raison de la nouvelle réglementation technique qui pourrait bouleverser les forces en présence d'une part, et du fait que la réussite lui a bien souvent échappé sur cette épreuve scandinave d'autre part. Premier à s'élancer dans les spéciales en vertu de son statut de champion du monde en titre, l'Alsacien souffre du handicap du balayage dès les premiers kilomètres en raison de fortes chutes de neige survenues la veille du départ. Établissant la trace pour ses adversaires sur des tronçons recouverts de 30 cm de poudreuse, il concède un temps significatif dans la boucle matinale avant de pouvoir limiter les dégâts lors des deuxièmes passages. Finalement victime d'une crevaison dans le dernier chrono de la première étape, il rejoint le parc fermé avec un retard de près de trois minutes sur le leader Mads Østberg : « Notre retard est largement dû au balayage. Les conditions sont très difficiles avec toute cette neige que nous devons chasser. Nous avons bien roulé, même s’il était impossible d’adopter le même rythme que les pilotes qui partaient derrière nous. La voiture est très réactive et possède un bon équilibre… Mais nous surfons sur la neige sans réellement pouvoir planter les clous dans la glace. Nos chances de terminer sur le podium sont sérieusement compromises. Il va falloir se battre pour aller chercher un maximum de points. »,,,. Neuvième du général, Loeb profite de conditions de route désormais moins pénalisantes pour signer son premier temps scratch dès l'entame de la deuxième étape avant d'être coupé dans son élan par une nouvelle crevaison dans Fredriksberg : « Nous avons crevé sans que je sache pourquoi. J’ai senti un problème à l’arrière droit après une compression. J’ai d’abord cru à une défaillance de la suspension, mais ce n’était qu’une crevaison. Il faut juste finir et marquer des points. Nous profitons aussi de ces kilomètres pour travailler sur les réglages de la voiture. ». Il poursuit son effort lors de la deuxième boucle, établissant par trois fois le meilleur chrono, et parvient à reprendre plus d'une minute sur les pilotes de tête,,,. Estimant que l'écart avec ses prédécesseurs est insurmontable à la régulière compte tenu de la distance restante, il choisit d'assurer sans prendre de risques les huit points de sa sixième place et rejoint l'arrivée de la dernière spéciale sans encombre. Mais au moment de reprendre la route pour rejoindre le parc fermé, l'Alsacien manque de tout perdre sur un problème de démarreur affectant sa Citroën DS3 WRC. Contraint de pousser sa voiture avec son copilote Daniel Elena, seule l'aide providentielle de Petter Solberg lui permettra d'éviter l'abandon définitif : « C'est une grande satisfaction d'être ici et de rentrer chez moi. On ne peut pas être soulagé de finir sixième, je suis content que ça se termine et on a quand même pris quelques points, donc c'est mieux que rien, et on va fêter la fin du rallye. Je me suis fait chier jusqu'à la fin, je ne sais pas comment le dire autrement, c'était ennuyeux. Je me suis dit, si ça se trouve, je vais rester planté dans la dernière, dans un mur de neige, et j'aurai fait trois jours de galère pour rien. On a franchi la ligne et j'ai dit à Daniel : On est quand même arrivé. Mais deux cents mètres plus loin, on était en panne. La seule satisfaction, c'est que notre voiture est pas mal, on avait un bon feeling dedans, elle est équilibrée et compétitive, mais les autres aussi sont compétitifs. Heureusement, c'est le seul rallye neige de la saison. »,,.
| Étape   | Jour   | E.S. | Heure   | Nom                         | Distance | Clas. Spé. | Temps         | Vit. Moy.  | Clas. |
| ------- | ------ | ---- | ------- | --------------------------- | -------- | ---------- | ------------- | ---------- | ----- |
| Étape 1 | 10 fév | SS1  | 20 h 04 | Karlstad SSS 1              | 1,90 km  | 5e         | 1 min 40 s 8  | 67,9 km/h  | 5e    |
| Étape 1 | 11 fév | SS2  | 7 h 58  | Vargåsen 1                  | 24,63 km | 7e         | 15 min 24 s 5 | 95,9 km/h  | 6e    |
| Étape 1 | 11 fév | SS3  | 9 h 39  | Likenäs 1                   | 20,78 km | 9e         | 12 min 38 s 1 | 98,7 km/h  | 8e    |
| Étape 1 | 11 fév | SS4  | 10 h 55 | Løvhaugen 1                 | 18,80 km | 13e        | 12 min 14 s 1 | 92,2 km/h  | 9e    |
| Étape 1 | 11 fév | SS5  | 14 h 13 | Vargåsen 2                  | 24,63 km | 8e         | 14 min 29 s 4 | 102,0 km/h | 9e    |
| Étape 1 | 11 fév | SS6  | 15 h 54 | Likenäs 2                   | 20,78 km | 2e         | 11 min 42 s 8 | 106,4 km/h | 7e    |
| Étape 1 | 11 fév | SS7  | 17 h 10 | Løvhaugen 2                 | 18,80 km | 17e        | 11 min 59 s 9 | 94,0 km/h  | 9e    |
| Étape 2 | 12 fév | SS8  | 8 h 00  | Lesjöfors 1                 | 15,00 km | 1er        | 9 min 38 s 4  | 93,4 km/h  | 6e    |
| Étape 2 | 12 fév | SS9  | 9 h 01  | Sågen 1                     | 14,23 km | 6e         | 7 min 49 s 3  | 109,2 km/h | 6e    |
| Étape 2 | 12 fév | SS10 | 10 h 06 | Fredriksberg 1              | 18,15 km | 7e         | 11 min 08 s 5 | 97,7 km/h  | 6e    |
| Étape 2 | 12 fév | SS11 | 11 h 08 | Värmullsåsen 1              | 15,42 km | 7e         | 8 min 55 s 3  | 103,7 km/h | 6e    |
| Étape 2 | 12 fév | SS12 | 13 h 26 | Lesjöfors 2                 | 15,00 km | 1er        | 9 min 35 s 3  | 93,9 km/h  | 6e    |
| Étape 2 | 12 fév | SS13 | 14 h 27 | Sågen 2                     | 14,23 km | 1er        | 7 min 50 s 1  | 109,0 km/h | 6e    |
| Étape 2 | 12 fév | SS14 | 15 h 32 | Fredriksberg 2              | 18,15 km | 2e         | 11 min 05 s 5 | 98,2 km/h  | 6e    |
| Étape 2 | 12 fév | SS15 | 16 h 34 | Värmullsåsen 2              | 15,42 km | 1er        | 8 min 45 s 7  | 105,6 km/h | 6e    |
| Étape 2 | 12 fév | SS16 | 20 h 00 | Karlstad SSS 2              | 1,90 km  | 6e         | 1 min 40 s 5  | 68,1 km/h  | 6e    |
| Étape 3 | 13 fév | SS17 | 7 h 51  | Torntorp 1                  | 19,21 km | 6e         | 10 min 08 s 7 | 113,6 km/h | 6e    |
| Étape 3 | 13 fév | SS18 | 8 h 43  | Gustavsfors 1               | 4,16 km  | 2e         | 2 min 23 s 7  | 104,2 km/h | 6e    |
| Étape 3 | 13 fév | SS19 | 9 h 37  | Rämmen 1                    | 22,76 km | 5e         | 12 min 08 s 8 | 112,4 km/h | 6e    |
| Étape 3 | 13 fév | SS20 | 12 h 09 | Torntorp 2                  | 19,21 km | 5e         | 10 min 19 s 7 | 111,6 km/h | 6e    |
| Étape 3 | 13 fév | SS21 | 13 h 31 | Rämmen 2                    | 22,76 km | 6e         | 12 min 24 s 8 | 110,0 km/h | 6e    |
| Étape 3 | 13 fév | SS22 | 15 h 08 | Gustavsfors 2 (Power Stage) | 4,16 km  | 2e         | 2 min 23 s 0  | 104,7 km/h | 6e    |

### 25º Corona Rally Guanajuato México
Première manche de la saison disputée sur terre, surface majoritaire du calendrier, le rallye du Mexique est attendu par les équipes du mondial comme le véritable révélateur de leur niveau de compétitivité respectif. Sixième du championnat Pilotes consécutivement à son résultat mitigé en Suède, Sébastien Loeb se voit dispenser du handicap du balayage lors de la première étape auquel il est habituellement coutumier,,,. Deuxième à l'issue de la Super-Spéciale d'ouverture, l'Alsacien entame sa course sur un rythme offensif. Un duel serré se dessine rapidement entre lui et son coéquipier Sébastien Ogier, les deux hommes se partageant la quasi-totalité des temps scratchs de la première journée. Les autres pilotes en lice pour la victoire sont progressivement éliminés, sur crevaison pour Jari-Matti Latvala et sur problème moteur pour Petter Solberg. Le champion du monde achève son étape à la deuxième place du général, environ deux secondes derrière le jeune Gapençais : « Rapidement, la situation s’est décantée pour nos adversaires et le rallye s’est transformé en duel avec Sébastien. Je crois que nous avons roulé à bloc tous les deux et la suite s’annonce intéressante. »,,,. Loeb hausse son rythme à l'entame de la deuxième étape et s'empare de la tête à l'issue du premier chrono. Il poursuit son effort et creuse un écart de près de vingt secondes sur Ogier à l'assistance de mi-journée avant d'en perdre tout le bénéfice sur un nouvel incident technique. Bloqué sur la ligne de départ de la quinzième spéciale en raison d'un problème de boîte de vitesses, l'Alsacien écope de cinquante secondes de pénalité pour le temps perdu à effectuer les réparations de fortune et rétrograde en deuxième position du général. Il parcourt la boucle de l'après-midi sur un rythme agressif et parvient à réduire son retard à environ dix secondes au moment de rejoindre le parc fermé : « Nous étions en retard sur le parcours de liaison, à cause du trafic sur la route, mais nous avons pointé juste à temps, dans la minute prévue. C'est après que je n'ai plus réussi à changer de vitesse. Comme on ne pouvait pas prendre le départ de cette spéciale en troisième, il a fallu réparer sur place, avec un morceau de pare-chocs arrière. »,,. C'est à ce moment qu'Olivier Quesnel, directeur de Citroën Racing, évoque l'idée de figer les positions entre les deux pilotes pour assurer un doublé. Sébastien Loeb se refuse à accepter cette consigne, arguant qu'en tant que septuple champion du monde en titre, on ne peut pas lui demander de renoncer dès la deuxième manche de la saison, et que sans le problème de fiabilité rencontré sur sa DS3 c'est lui-même qui occuperait la position de tête : « J'ai fait mes preuves et j'ai apporté sept titres de champion à Citroën et, dès l'entame de la saison, on veut déjà me brider pour favoriser la génération montante ? Si je me couche d'entrée, que va-t-il se passer pour le reste de la saison ? C'est comme si on avait demandé à Michael Schumacher, autre septuple champion du monde, de passer derrière Felipe Massa dès le deuxième Grand Prix de F1, à l'époque de Ferrari. Aurait-il obtempéré ? Non, assurément. Pourquoi devrais-je le faire ? ». Il choisit en conséquence de prévenir son coéquipier de sa décision le dimanche matin au départ de la dernière étape avant qu'il ne soit finalement convenu que la seule consigne officielle pour les deux pilotes serait de ne pas sortir. Ogier craque finalement sous la pression de l'Alsacien, en tête dans les temps partiels, et part à la faute dès le premier chrono du jour. Désormais seul aux commandes, Loeb rejoint la ligne d'arrivée sans commettre d'erreur et signe une cinquième victoire consécutive en terre mexicaine, lui permettant ainsi de réduire une partie de son retard sur Mikko Hirvonen au classement mondial : « Je ne me suis pas réjouit de le voir sur le bord de la route. Ce n'est pas agréable de se pousser entre équipiers. Mais c'était mon boulot d'attaquer, de le pousser. Je me bas pour le championnat, je dois donc attaquer. »,,,,.
| Étape   | Jour  | E.S. | Heure   | Nom                     | Distance | Clas. Spé. | Temps         | Vit. Moy.  | Clas. |
| ------- | ----- | ---- | ------- | ----------------------- | -------- | ---------- | ------------- | ---------- | ----- |
| Étape 1 | 3 mar | SS1  | 20 h 06 | Guanajuato Street Stage | 1,05 km  | 2e         | 53.4          | 70,8 km/h  | 2e    |
| Étape 1 | 4 mar | SS2  | 8 h 43  | Alfaro 1                | 26,01 km | 2e         | 15 min 31 s 2 | 100,6 km/h | 2e    |
| Étape 1 | 4 mar | SS3  | 10 h 16 | Ortega 1                | 23,83 km | 2e         | 13 min 59 s 9 | 102,1 km/h | 2e    |
| Étape 1 | 4 mar | SS4  | 11 h 04 | El Cubilete 1           | 18,87 km | 1er        | 11 min 42 s 1 | 96,8 km/h  | 2e    |
| Étape 1 | 4 mar | SS5  | 12 h 13 | León Street Stage 1     | 1,33 km  | 1er        | 1 min 17 s 4  | 61,9 km/h  | 1er   |
| Étape 1 | 4 mar | SS6  | 13 h 47 | Alfaro 2                | 26,01 km | 2e         | 15 min 17 s 8 | 102,0 km/h | 2e    |
| Étape 1 | 4 mar | SS7  | 15 h 20 | Ortega 2                | 23,83 km | 3e         | 13 min 50 s 1 | 103,3 km/h | 2e    |
| Étape 1 | 4 mar | SS8  | 16 h 08 | El Cubilete 2           | 18,87 km | 1er        | 11 min 33 s 9 | 97,9 km/h  | 2e    |
| Étape 1 | 4 mar | SS9  | 19 h 45 | Super Special 1         | 2,21 km  | 1er        | 1 min 39 s 7  | 79,8 km/h  | 2e    |
| Étape 1 | 4 mar | SS10 | 19 h 50 | Super Special 2         | 2,21 km  | 2e         | 1 min 39 s 1  | 80,3 km/h  | 2e    |
| Étape 2 | 5 mar | SS11 | 8 h 54  | Ibarrilla 1             | 29,90 km | 1er        | 18 min 25 s 8 | 97,3 km/h  | 1er   |
| Étape 2 | 5 mar | SS12 | 10 h 17 | Duarte 1                | 23,27 km | 2e         | 18 min 02 s 2 | 77,4 km/h  | 1er   |
| Étape 2 | 5 mar | SS13 | 11 h 08 | Derramadero 1           | 23,28 km | 2e         | 14 min 04 s 3 | 99,3 km/h  | 1er   |
| Étape 2 | 5 mar | SS14 | 12 h 11 | León Street Stage 2     | 1,33 km  | 1er        | 1 min 16 s 9  | 62,3 km/h  | 1er   |
| Étape 2 | 5 mar | SS15 | 13 h 57 | Ibarrilla 2             | 29,90 km | 3e         | 18 min 13 s 1 | 98,5 km/h  | 2e    |
| Étape 2 | 5 mar | SS16 | 15 h 20 | Duarte 2                | 23,27 km | 2e         | 17 min 38 s 1 | 79,2 km/h  | 2e    |
| Étape 2 | 5 mar | SS17 | 16 h 11 | Derramadero 2           | 23,28 km | 3e         | 13 min 52 s 7 | 100,6 km/h | 2e    |
| Étape 2 | 5 mar | SS18 | 19 h 43 | Super Special 3         | 2,21 km  | 1er        | 1 min 38 s 4  | 80,9 km/h  | 2e    |
| Étape 2 | 5 mar | SS19 | 19 h 48 | Super Special 4         | 2,21 km  | 1er        | 1 min 37 s 0  | 82,0 km/h  | 2e    |
| Étape 3 | 6 mar | SS20 | 8 h 28  | Guanajuatito            | 29,13 km | 1er        | 20 min 10 s 2 | 86,7 km/h  | 1er   |
| Étape 3 | 6 mar | SS21 | 9 h 51  | Comanjilla              | 24,59 km | 2e         | 15 min 21 s 2 | 96,1 km/h  | 1er   |
| Étape 3 | 6 mar | SS22 | 11 h 06 | Arperos (Power Stage)   | 8,28 km  | 2e         | 4 min 42 s 5  | 105,5 km/h | 1er   |

### 45º Vodafone Rally de Portugal

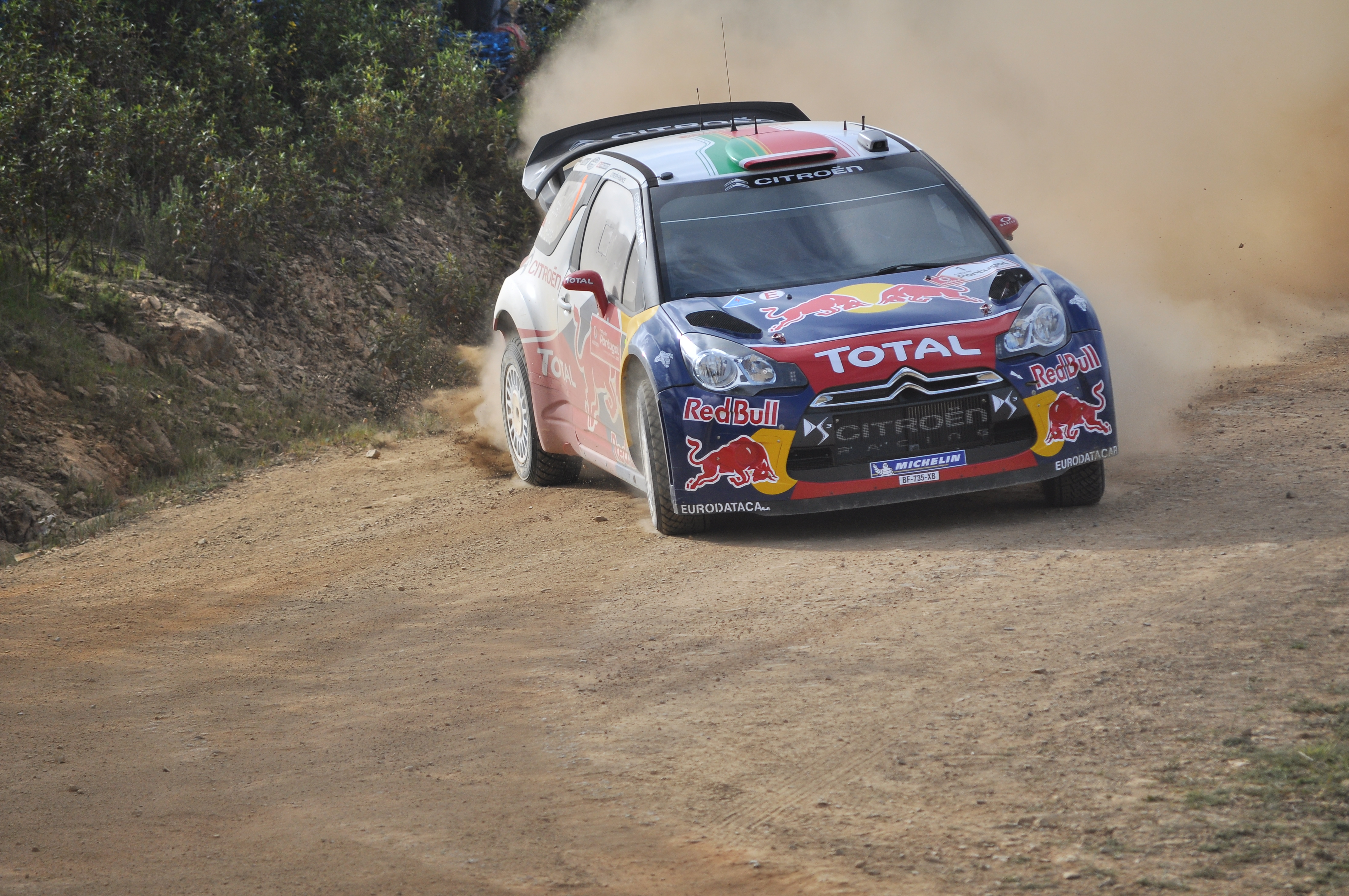
Aveuglé par la poussière soulevée par un Mikko Hirvonen en perdition, Sébastien Loeb abandonnera près de trente secondes dans la deuxième étape et toute chance de victoire à la régulière.

Le rallye du Portugal marque le coup d'envoi de la traditionnelle tournée méditerranéenne, caractérisée par les manches les plus abrasives et cassantes de la saison. Remonté à la deuxième place du classement mondial grâce à sa victoire mexicaine, Sébastien Loeb devra s’accommoder d'un ordre de passage désavantageux lors de la première étape et anticipe un balayage significatif,. Deuxième de la Super-Spéciale d'ouverture, l'Alsacien parvient à accrocher le trio de tête dans la quasi-totalité des secteurs au programme de la première journée. Avec un écart provisoire inférieur à sept secondes séparant les quatre premiers pilotes, le dernier chrono du jour n'échappe pas à la recrudescence des différentes stratégies consistant à réduire volontairement son rythme pour ne pas avoir à ouvrir la route le lendemain. Alors en tête, Sébastien Ogier choisit ainsi de se caler derrière son coéquipier champion du monde, ce dernier adoptant le même principe vis-à-vis de Mikko Hirvonen : « Ce fut une très bonne journée. Les écarts sont très faibles et je suis satisfait de ma position. La bagarre est intense. Nous n’avons vraiment pas lâché beaucoup de temps sur l’ensemble de l’étape. ». Les règles régissant le statut de pilote numéro un étant plus strictes chez Ford, le Finlandais leader du championnat reçoit l'aide de son compatriote Jari-Matti Latvala pour lui nettoyer la piste,,,. Loeb adopte un rythme offensif dès l'entame de la deuxième étape et s'adjuge le temps de référence dans le premier secteur. En passe de s'emparer des commandes du rallye, il voit finalement ses chances de victoire significativement compromises dans le premier passage de Vascão. Victime d'une crevaison, Mikko Hirvonen refuse d'y appliquer le Gentlemen's Agreement en vigueur consistant à laisser passer le pilote suivant dans l'ordre de passage pour ne pas pénaliser sa course. Le Finlandais reprend la route quelques secondes avant l'arrivée de l'Alsacien qui, aveuglé par la poussière soulevée, cède près de trente secondes dans la mésaventure. Conscient de ne plus pouvoir viser la première place à la régulière au vu du retard enregistré sur Ogier et des conditions de route plus favorables dont ce dernier bénéficie, le champion du monde limite ses objectifs à la conquête de la deuxième position de Latvala qu'il remplira en fin d'étape grâce à la casse de transmission dont le Finlandais fut victime : « Latvala a eu un petit souci, du coup, on est repassé en deuxième position. On a essayé d’attaquer cet après-midi encore. Dans la dernière, j’ai commencé à gérer un peu car il y avait beaucoup de pierre et donc de risque de crevaison. Le bilan est plutôt pas mal. On est deuxième. À la régulière, ça ne va pas être jouable. Il va falloir essayer de gérer cette deuxième place. »,,. Il parcourt la courte dernière étape sans prendre de risques et limite les pertes comptables au niveau du championnat en s'adjugeant les trois points de la Power Stage : « Nous avons perdu toute chance de victoire hier, en lâchant trente secondes dans la poussière soulevée par la voiture de Mikko. Nous ne pouvions pas espérer mieux que cette deuxième place. Je savais que ça ne serait pas facile de marquer les trois points de bonus de la Power Stage, mais ça a fonctionné ! C’est un résultat positif pour nous et pour toute l’équipe. Ces points sont très importants car le championnat promet d’être extrêmement serré. »,.
| Étape   | Jour   | E.S. | Heure   | Nom                              | Distance | Clas. Spé. | Temps         | Vit. Moy.  | Clas. |
| ------- | ------ | ---- | ------- | -------------------------------- | -------- | ---------- | ------------- | ---------- | ----- |
| Étape 1 | 24 mar | SS1  | 15 h 40 | Lisboa                           | 3,27 km  | 2e         | 2 min 50 s 9  | 68,9 km/h  | 2e    |
| Étape 1 | 25 mar | SS2  | 9 h 05  | Santa Clara 1                    | 22,99 km | 4e         | 14 min 09 s 3 | 97,4 km/h  | 3e    |
| Étape 1 | 25 mar | SS3  | 9 h 53  | Ourique 1                        | 20,27 km | 1er        | 12 min 53 s 9 | 94,3 km/h  | 2e    |
| Étape 1 | 25 mar | SS4  | 11 h 06 | Felizes 1                        | 21,31 km | 3e         | 13 min 30 s 9 | 94,6 km/h  | 2e    |
| Étape 1 | 25 mar | SS5  | 14 h 25 | Santa Clara 2                    | 22,99 km | 3e         | 13 min 54 s 3 | 99,2 km/h  | 3e    |
| Étape 1 | 25 mar | SS6  | 15 h 13 | Ourique 2                        | 20,27 km | 2e         | 12 min 46 s 6 | 95,2 km/h  | 3e    |
| Étape 1 | 25 mar | SS7  | 16 h 26 | Felizes 2                        | 21,31 km | 3e         | 13 min 39 s 2 | 93,6 km/h  | 3e    |
| Étape 2 | 26 mar | SS8  | 10 h 17 | Almodovar 1                      | 26,23 km | 1er        | 16 min 12 s 8 | 97,1 km/h  | 2e    |
| Étape 2 | 26 mar | SS9  | 11 h 10 | Vascão 1                         | 25,26 km | 5e         | 16 min 57 s 3 | 89,4 km/h  | 3e    |
| Étape 2 | 26 mar | SS10 | 12 h 00 | Loulé 1                          | 22,56 km | 2e         | 15 min 35 s 4 | 86,8 km/h  | 3e    |
| Étape 2 | 26 mar | SS11 | 15 h 02 | Almodovar 2                      | 26,23 km | 2e         | 16 min 03 s 2 | 98,0 km/h  | 3e    |
| Étape 2 | 26 mar | SS12 | 15 h 55 | Vascão 2                         | 25,26 km | 2e         | 16 min 11 s 8 | 93,6 km/h  | 2e    |
| Étape 2 | 26 mar | SS13 | 16 h 45 | Loulé 2                          | 22,56 km | 3e         | 15 min 22 s 2 | 88,1 km/h  | 2e    |
| Étape 3 | 27 mar | SS14 | 8 h 14  | Silves 1                         | 21,39 km | 7e         | 12 min 32 s 9 | 102,3 km/h | 2e    |
| Étape 3 | 27 mar | SS15 | 9 h 07  | Santana da Serra 1               | 31,04 km | 4e         | 23 min 07 s 4 | 80,5 km/h  | 2e    |
| Étape 3 | 27 mar | SS16 | 12 h 35 | Silves 2                         | 21,39 km | 7e         | 13 min 01 s 2 | 98,6 km/h  | 2e    |
| Étape 3 | 27 mar | SS17 | 13 h 28 | Santana da Serra 2 (Power Stage) | 31,04 km | 1er        | 22 min 35 s 9 | 82,4 km/h  | 2e    |

### 29th Jordan Rally
Menacé d'annulation par la FIA quelques semaines avant le coup d'envoi en raison des troubles au Moyen-Orient, le rallye de Jordanie est finalement maintenu à la faveur de nombreuses garanties apportées par les organisateurs. Craignant toujours pour la sécurité de leurs personnels, les groupes Citroën et Michelin ne confirment que tardivement leur participation officielle lorsque décision est prise de procéder au transport logistique de tout le matériel technique des différentes écuries par bateau en évitant la Syrie, principal point de tension dans la région. Mais une panne moteur retarde de plusieurs jours l'arrivée du cargo dans le port d'Haïfa, provoquant par voie de conséquence l'annulation de l'intégralité de la première étape. Leaders du classement mondial, Sébastien Loeb et Mikko Hirvonen se voient ainsi contraints de balayer plus de la moitié de la distance totale restante, sur une épreuve réputée handicapante pour les premiers pilotes à s'élancer dans les spéciales en raison d'une couche de poussière recouvrant uniformément un sol très dur,,,,,. Parti sur un rythme offensif, l'Alsacien parvient au prix d'une prise de risques significative à s'adjuger le scratch dès le premier secteur avant de subir les effets de son ordre de départ désavantageux et d'abandonner la tête. Il concède un temps significatif dans les deux passages de Jordan River, la spéciale la plus longue du rallye, et fait les frais des stratégies mises en œuvre par Jari-Matti Latvala et Petter Solberg en fin de journée, consistant à freiner volontairement pour laisser au champion du monde des conditions de route plus pénalisantes le lendemain. Accroché aux commandes depuis l'assistance à la faveur d'une piste nettoyée par ses adversaires, Sébastien Ogier choisit de conserver la tête et profite des différentes manœuvres pour porter son avance à plus de trente secondes sur les autres pilotes,. Deuxième du général et titulaire d'une marge symbolique sur Solberg et Latvala au moment d'aborder la dernière étape, Loeb prend des risques significatifs pour contenir ses deux rivaux. Il cède finalement son rang au Finlandais au terme du premier passage de Mahes mais parvient à conserver la dernière marche du podium, préservée par la sortie de route du Norvégien à l'entame de la deuxième boucle. Considérant la distance restante insuffisante pour combler les quinze secondes le séparant encore de son coéquipier, le champion du monde décide de relâcher son rythme pour assurer les points de la troisième place et reprendre seul la tête du classement mondial,.
| Étape   | Jour   | E.S. | Heure   | Nom                          | Distance | Clas. Spé.         | Temps              | Vit. Moy.          | Clas.              |
| ------- | ------ | ---- | ------- | ---------------------------- | -------- | ------------------ | ------------------ | ------------------ | ------------------ |
| Étape 1 | 14 avr | SS1  | 11 h 33 | Wadi Shueib 1                | 8,65 km  | Spéciales annulées | Spéciales annulées | Spéciales annulées | Spéciales annulées |
| Étape 1 | 14 avr | SS2  | 12 h 16 | Mount Nebo 1                 | 11,09 km | Spéciales annulées | Spéciales annulées | Spéciales annulées | Spéciales annulées |
| Étape 1 | 14 avr | SS3  | 13 h 03 | Ma'in 1                      | 17,00 km | Spéciales annulées | Spéciales annulées | Spéciales annulées | Spéciales annulées |
| Étape 1 | 14 avr | SS4  | 15 h 30 | Wadi Shueib 2                | 8,65 km  | Spéciales annulées | Spéciales annulées | Spéciales annulées | Spéciales annulées |
| Étape 1 | 14 avr | SS5  | 16 h 13 | Mount Nebo 2                 | 11,09 km | Spéciales annulées | Spéciales annulées | Spéciales annulées | Spéciales annulées |
| Étape 1 | 14 avr | SS6  | 17 h 00 | Ma'in 2                      | 17,00 km | Spéciales annulées | Spéciales annulées | Spéciales annulées | Spéciales annulées |
| Étape 2 | 15 avr | SS7  | 9 h 03  | Suwayama 1                   | 13,50 km | 1er                | 7 min 01 s 0       | 115,4 km/h         | 1er                |
| Étape 2 | 15 avr | SS8  | 9 h 46  | Kafrain 1                    | 17,20 km | 4e                 | 12 min 15 s 7      | 84,2 km/h          | 1er                |
| Étape 2 | 15 avr | SS9  | 10 h 49 | Jordan River 1               | 41,45 km | 4e                 | 27 min 40 s 0      | 89,9 km/h          | 3e                 |
| Étape 2 | 15 avr | SS10 | 13 h 37 | Suwayama 2                   | 13,50 km | 3e                 | 7 min 00 s 5       | 115,6 km/h         | 2e                 |
| Étape 2 | 15 avr | SS11 | 14 h 20 | Kafrain 2                    | 17,20 km | 4e                 | 11 min 56 s 2      | 86,5 km/h          | 3e                 |
| Étape 2 | 15 avr | SS12 | 15 h 23 | Jordan River 2               | 41,45 km | 3e                 | 27 min 31 s 6      | 90,3 km/h          | 2e                 |
| Étape 3 | 16 avr | SS13 | 8 h 20  | Yakrut 1                     | 14,16 km | 1er                | 8 min 30 s 6       | 99,8 km/h          | 2e                 |
| Étape 3 | 16 avr | SS14 | 8 h 50  | Bahath 1                     | 12,53 km | 4e                 | 9 min 34 s 7       | 78,5 km/h          | 2e                 |
| Étape 3 | 16 avr | SS15 | 9 h 35  | Mahes 1                      | 20,44 km | 5e                 | 14 min 40 s 4      | 83,6 km/h          | 3e                 |
| Étape 3 | 16 avr | SS16 | 10 h 18 | Baptism Site 1               | 10,50 km | 1er                | 5 min 21 s 7       | 117,5 km/h         | 3e                 |
| Étape 3 | 16 avr | SS17 | 12 h 18 | Yakrut 2                     | 14,16 km | 2e                 | 8 min 20 s 5       | 101,9 km/h         | 3e                 |
| Étape 3 | 16 avr | SS18 | 12 h 48 | Bahath 2                     | 12,53 km | 4e                 | 9 min 17 s 0       | 81,0 km/h          | 3e                 |
| Étape 3 | 16 avr | SS19 | 13 h 33 | Mahes 2                      | 20,44 km | 4e                 | 14 min 24 s 0      | 85,2 km/h          | 3e                 |
| Étape 3 | 16 avr | SS20 | 15 h 00 | Baptism Site 2 (Power Stage) | 10,50 km | 3e                 | 5 min 22 s 0       | 117,4 km/h         | 3e                 |

### 8º Rally Italia Sardegna
Absent la saison précédente au nom de l'alternance voulue par les instances dirigeantes, le rallye de Sardaigne regagne le giron du calendrier mondial et marque le début effectif du programme partiel de Mini en WRC. Leader du championnat Pilotes, Sébastien Loeb doit ouvrir la route pour ses adversaires sur un parcours renouvelé aux trois-quarts mais peut compter sur une première étape globalement moins sablonneuse que les standards de l'épreuve, limitant de cette façon son handicap vis-à-vis du balayage. Manquant de grip dans la première spéciale, l'Alsacien adopte un rythme agressif dans les secteurs suivants et s'empare de la tête à l'assistance de mi-journée après avoir enregistré deux temps scratchs. De nouveau auteur de deux meilleurs temps lors de la deuxième boucle, il porte son avance à plus de trente secondes au moment de rejoindre le parc fermé. Derrière lui, Petter Solberg et Sébastien Ogier ne parviennent pas à suivre la cadence imposée par le champion du monde, quand les pilotes Ford Mikko Hirvonen et Jari-Matti Latvala sont tous deux partis à la faute : « Je suis un peu surpris d’avoir été dans le coup vendredi. Les écarts sont bien marqués, mais j’estime que tout le monde est encore en lice pour la victoire. Le balayage aura plus d’influence demain et notre avance n’est théoriquement pas suffisante pour conserver l’avantage. Mais si nous parvenons à conserver un rythme similaire à celui d’aujourd’hui, nous aurons notre mot à dire. »,,. Les spéciales du lendemain étant plus conformes à la réputation cassante et abrasive de l'épreuve sarde, Loeb subit significativement les conséquences de sa position d'ouvreur. Il parvient au prix d'une prise de risques manifeste à contrôler la remontée de ses adversaires les plus proches et conserve une marge d'environ trente secondes sur son plus proche poursuivant Mikko Hirvonen au soir de la deuxième étape, le Finlandais étant parvenu à réduire son retard de moitié en tirant profit de son ordre de passage : « Cela a été une grosse journée, il a fallu attaquer d’un bout à l’autre pour maintenir l’écart, mais ça a payé puisque nous ne perdons que cinq secondes sur le deuxième. Je pense que nous avons prouvé que nous étions les plus rapides sur ce rallye. Le plus dur est fait, mais ce n’est pas encore terminé. »,,. Longue de seulement 60 km, la dernière étape autorise le champion du monde à davantage de prudence dans les secteurs chronométrés. Calé sur les temps intermédiaires d'Hirvonen, il adopte un rythme suffisant pour empêcher le Finlandais de revenir au contact et rejoint la ligne d'arrivée sans encombre, nanti d'une avance encore supérieure à dix secondes : « C’est une belle victoire, acquise sans aucune stratégie. Nous partions avec le réel désavantage d’ouvrir la route le premier jour. Mais nous avons réussi à prendre la tête et à nous ménager une petite avance, que nous avons conservée samedi puis dimanche. Pour cela, il a fallu être à l’attaque d’un bout à l’autre. J’étais très à l’aise avec la voiture, c’est ce qui m’a permis de dégoupiller de la sorte. Évidemment, ça a été très chaud à plusieurs moments, c’est donc un vrai soulagement que de voir l’arrivée de ce rallye. »,,,.
| Étape   | Jour  | E.S. | Heure   | Nom                     | Distance | Clas. Spé. | Temps         | Vit. Moy.  | Clas. |
| ------- | ----- | ---- | ------- | ----------------------- | -------- | ---------- | ------------- | ---------- | ----- |
| Étape 1 | 6 mai | SS1  | 9 h 33  | Lago Omodeo 1           | 10,21 km | 8e         | 6 min 07 s 1  | 100,1 km/h | 8e    |
| Étape 1 | 6 mai | SS2  | 10 h 25 | Monte Grighini Nord 1   | 21,32 km | 2e         | 15 min 04 s 7 | 84,8 km/h  | 2e    |
| Étape 1 | 6 mai | SS3  | 11 h 26 | Alta Marmilla 1         | 14,34 km | 1er        | 9 min 37 s 8  | 89,3 km/h  | 2e    |
| Étape 1 | 6 mai | SS4  | 12 h 09 | Monte Grighini Sud 1    | 19,66 km | 1er        | 13 min 45 s 6 | 85,7 km/h  | 1er   |
| Étape 1 | 6 mai | SS5  | 13 h 46 | Monte Grighini Nord 2   | 21,32 km | 2e         | 14 min 34 s 1 | 87,8 km/h  | 1er   |
| Étape 1 | 6 mai | SS6  | 14 h 47 | Alta Marmilla 2         | 14,34 km | 1er        | 9 min 18 s 4  | 92,4 km/h  | 1er   |
| Étape 1 | 6 mai | SS7  | 15 h 30 | Monte Grighini Sud 2    | 19,66 km | 1er        | 13 min 17 s 0 | 88,8 km/h  | 1er   |
| Étape 1 | 6 mai | SS8  | 17 h 04 | Lago Omodeo 2           | 10,21 km | 3e         | 6 min 02 s 3  | 101,5 km/h | 1er   |
| Étape 2 | 7 mai | SS9  | 9 h 29  | Coiluna 1               | 29,35 km | 6e         | 17 min 57 s 3 | 98,1 km/h  | 1er   |
| Étape 2 | 7 mai | SS10 | 10 h 36 | Monte Lerno 1           | 27,97 km | 5e         | 18 min 22 s 2 | 91,4 km/h  | 1er   |
| Étape 2 | 7 mai | SS11 | 11 h 15 | Su Filigosu 1           | 14,21 km | 6e         | 9 min 07 s 8  | 93,4 km/h  | 1er   |
| Étape 2 | 7 mai | SS12 | 14 h 39 | Coiluna 2               | 29,35 km | 5e         | 17 min 23 s 5 | 101,3 km/h | 1er   |
| Étape 2 | 7 mai | SS13 | 15 h 46 | Monte Lerno 2           | 27,97 km | 2e         | 17 min 41 s 6 | 94,8 km/h  | 1er   |
| Étape 2 | 7 mai | SS14 | 16 h 25 | Su Filigosu 2           | 14,21 km | 4e         | 8 min 46 s 3  | 97,2 km/h  | 1er   |
| Étape 3 | 8 mai | SS15 | 6 h 50  | Gallura 1               | 8,24 km  | 6e         | 6 min 38 s 6  | 74,4 km/h  | 1er   |
| Étape 3 | 8 mai | SS16 | 8 h 03  | Monte Olia              | 24,50 km | 2e         | 17 min 51 s 4 | 82,3 km/h  | 1er   |
| Étape 3 | 8 mai | SS17 | 8 h 41  | Terranova               | 24,60 km | 5e         | 17 min 47 s 2 | 83,0 km/h  | 1er   |
| Étape 3 | 8 mai | SS18 | 12 h 00 | Gallura 2 (Power Stage) | 8,24 km  | 3e         | 6 min 18 s 0  | 78,5 km/h  | 1er   |

### 31º YPF Rally Argentina

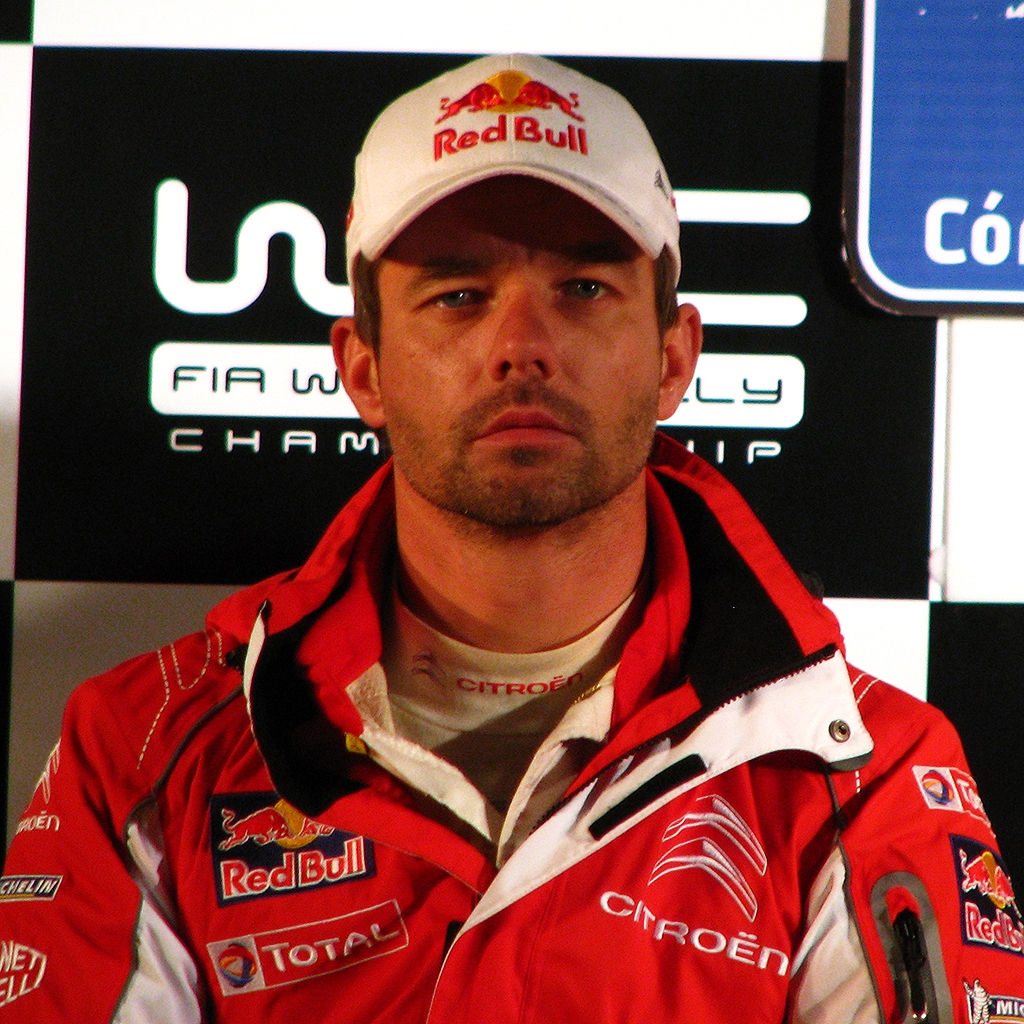
Handicapé par sa position d'ouvreur et pénalisé d'une minute pour une erreur de pointage, Sébastien Loeb parvient à prolonger sa série victorieuse au rallye d'Argentine en poussant Sébastien Ogier à la faute dans les derniers kilomètres.

Le rallye d'Argentine connaît cette année-là une évolution substantielle par la décision des organisateurs de proposer un parcours mixte terre/asphalte composé d'environ 20 % de surface goudronnée. Destinée initialement à renouveler l'image de la manche sud-américaine, cette initiative s'en retrouve vivement critiquée par les pilotes à l'issue des reconnaissances du fait de sa dangerosité, les pneus terre imposés n'étant pas conçus pour supporter ces nouvelles portions de bitume localisées principalement sur de longues lignes droites empruntées à haute vitesse,,. Vainqueur de la Super-Spéciale d'ouverture, Sébastien Loeb subit sa position de balayeur dans les premiers secteurs significatifs et demeure impuissant face à l'échappée de Jari-Matti Latvala, auteur de quatre temps scratchs consécutifs. Titulaire d'un retard cumulé de dix-huit secondes au moment de rejoindre l'assistance de mi-journée, le champion du monde pointe involontairement deux secondes en avance à l'entrée du parc en raison de l'absence du panneau de fin de zone et d'un nombre important de personnes lui masquant l'horloge. Sanctionné d'une pénalité d'une minute et rétrogradé en cinquième position du général, il tente de limiter les dégâts dans les deuxièmes passages en conservant un rythme soutenu et s'adjuge le meilleur temps dans le dernier secteur du jour : « L'écart est trop grand pour demain. On a vu que c'était difficile de faire le trou. Ce n'est pas une bonne journée. On a fait une erreur stupide à l'assistance et on a été pénalisé. Il y avait beaucoup de monde devant l'horloge et on n'a pas vu. Je ne me suis pas arrêté parce que je n'ai pas vu. C'est comme ça. »,,,. Bénéficiant le lendemain de conditions de route moins pénalisantes et n'ayant de son aveu plus rien à perdre, Loeb adopte une conduite offensive et entame une remontée sur ses adversaires. Quatrième dans le premier tronçon du jour en raison d'un choix de pneus inadapté, il signe par la suite cinq des sept temps scratchs restant au programme de la deuxième étape et rejoint le parc fermé en troisième position, aidé en cela par les ennuis mécaniques tardifs de Jari-Matti Latvala et Petter Solberg : « On est troisième et pas trop loin de Mikko. C'est pas mal comme situation ; mieux qu'hier en tout cas. Ogier est trop loin mais je vais attaquer pour revenir sur Mikko. Par rapport à Ogier, il faudrait que je lui reprenne une seconde au kilomètre pour le reprendre, c'est impossible. »,,. Présent au départ de la dernière journée de course avec la deuxième place occupée par Mikko Hirvonen comme seul objectif crédible, le champion du monde prend des risques significatifs dans Ascochinga - Agua de Oro, la spéciale la plus longue du rallye. Il dépasse le Finlandais dans les temps intermédiaires dès les premiers kilomètres et résorbe un quart du retard accumulé sur le pilote de tête Sébastien Ogier, lorsque le Gapençais craque sous la pression en manquant un virage. Parti en tonneaux, le jeune pilote Citroën parvient à rejoindre la piste mais concède près de vingt-cinq secondes à son aîné et doit rejoindre l'arrivée avec une DS3 accidentée. Loeb poursuit son offensive dans les trois dernières spéciales et s'empare de la victoire sur le fil dans l'ultime secteur chronométré, perpétuant son invincibilité acquise en Argentine depuis 2005,,,.
| Étape   | Jour   | E.S. | Heure   | Nom                                      | Distance | Clas. Spé. | Temps         | Vit. Moy.  | Clas. |
| ------- | ------ | ---- | ------- | ---------------------------------------- | -------- | ---------- | ------------- | ---------- | ----- |
| Étape 1 | 26 mai | SS1  | 15 h 05 | Super Special Carlos Paz 1               | 3,02 km  | 1er        | 2 min 25 s 9  | 74,5 km/h  | 1er   |
| Étape 1 | 27 mai | SS2  | 9 h 36  | El Mirador - San Lorenzo 1               | 18,23 km | 5e         | 10 min 30 s 8 | 104,0 km/h | 3e    |
| Étape 1 | 27 mai | SS3  | 10 h 08 | Mina Clavero - Giulio Cèsare 1           | 22,67 km | 5e         | 19 min 46 s 9 | 68,8 km/h  | 5e    |
| Étape 1 | 27 mai | SS4  | 11 h 01 | El Cóndor - Cuesta Blanca 1              | 37,32 km | 4e         | 23 min 31 s 1 | 95,2 km/h  | 5e    |
| Étape 1 | 27 mai | SS5  | 15 h 17 | El Mirador - San Lorenzo 2               | 18,23 km | 5e         | 10 min 25 s 3 | 105,0 km/h | 5e    |
| Étape 1 | 27 mai | SS6  | 15 h 49 | Mina Clavero - Giulio Cèsare 2           | 22,67 km | 5e         | 19 min 30 s 6 | 69,7 km/h  | 5e    |
| Étape 1 | 27 mai | SS7  | 16 h 42 | El Cóndor - Cuesta Blanca 2              | 37,32 km | 1er        | 23 min 19 s 4 | 96,0 km/h  | 5e    |
| Étape 2 | 28 mai | SS8  | 8 h 13  | Las Jarillas - Falda del Carmen 1        | 21,57 km | 4e         | 12 min 33 s 5 | 103,1 km/h | 5e    |
| Étape 2 | 28 mai | SS9  | 9 h 46  | Las Bajadas - Villa del Dique 1          | 16,57 km | 1er        | 9 min 04 s 1  | 109,6 km/h | 5e    |
| Étape 2 | 28 mai | SS10 | 10 h 32 | Amboy - Santa Mónica 1                   | 20,33 km | 1er        | 10 min 38 s 0 | 114,7 km/h | 5e    |
| Étape 2 | 28 mai | SS11 | 11 h 13 | Santa Rosa - San Agustín 1               | 21,36 km | 1er        | 13 min 06 s 2 | 97,8 km/h  | 5e    |
| Étape 2 | 28 mai | SS12 | 14 h 08 | Las Jarillas - Falda del Carmen 2        | 21,57 km | 2e         | 12 min 27 s 0 | 104,0 km/h | 5e    |
| Étape 2 | 28 mai | SS13 | 15 h 41 | Las Bajadas - Villa del Dique 2          | 16,57 km | 2e         | 9 min 02 s 7  | 109,9 km/h | 5e    |
| Étape 2 | 28 mai | SS14 | 16 h 27 | Amboy - Santa Mónica 2                   | 20,33 km | 1er        | 10 min 32 s 7 | 115,7 km/h | 4e    |
| Étape 2 | 28 mai | SS15 | 17 h 08 | Santa Rosa - San Agustín 2               | 21,36 km | 1er        | 12 min 59 s 3 | 98,7 km/h  | 3e    |
| Étape 3 | 29 mai | SS16 | 8 h 09  | Ascochinga - Agua de Oro                 | 48,21 km | 1er        | 35 min 53 s 7 | 80,6 km/h  | 2e    |
| Étape 3 | 29 mai | SS17 | 10 h 27 | Cabalango - Villa Garcia 1               | 3,90 km  | 2e         | 2 min 23 s 0  | 98,2 km/h  | 2e    |
| Étape 3 | 29 mai | SS18 | 11 h 38 | Super Special Carlos Paz 2               | 3,02 km  | 2e         | 2 min 26 s 1  | 74,4 km/h  | 2e    |
| Étape 3 | 29 mai | SS19 | 12 h 10 | Cabalango - Villa Garcia 2 (Power Stage) | 3,90 km  | 2e         | 2 min 20 s 6  | 99,9 km/h  | 1er   |

### 57th Acropolis The Rally of Gods
Le rallye de l'Acropole marque la fin de la tournée méditerranéenne et constitue de ce fait la dernière manche abrasive de la saison. Sa réputation d'épreuve la plus cassante du championnat et d'enfer pour la mécanique pousse les pilotes sur la défensive avant le coup d'envoi. Leader du classement mondial, Sébastien Loeb écope une nouvelle fois de la position d'ouvreur sur un rallye où le balayage atteint son paroxysme. La première étape est ainsi synonyme d'impuissance pour l'Alsacien, les conditions de route pénalisantes étant aggravées par le fait qu'une seule spéciale sur les six au programme soit parcourue une seconde fois. Victime d'une crevaison dans l'avant-dernier chrono du jour, le champion du monde pointe alors en cinquième position du général, cinquante secondes derrière le leader Petter Solberg auteur de quatre temps scratchs consécutifs. L'étape se conclut par le secteur de Mavrolimni, théâtre de stratégies controversées de la part de nombreux pilotes. Sébastien Ogier et Mikko Hirvonen décident ainsi de ralentir volontairement pour se caler derrière Loeb afin de continuer de bénéficier d'un ordre de passage plus avantageux, tandis que Solberg fait le choix du panache en conservant son avance et les commandes de l'épreuve,,. Deuxième à s'élancer dans les spéciales, l'Alsacien fait toujours face à un balayage significatif. Il parvient à se maintenir dans le trio de tête intermédiaire sur tous les secteurs au programme de la deuxième étape au prix d'une prise de risques conséquente et prend finalement le dessus sur Petter Solberg tout en tenant Hirvonen à distance. Profitant de conditions de route plus avantageuses, Ogier se porte rapidement en tête et construit une avance d'environ quinze secondes sur Loeb au terme de l'avant-dernier chrono du jour, mais le Gapençais refuse à nouveau de se plier aux contraintes du leadership et décide de réitérer sa stratégie de la veille en cédant le rôle de balayeur à son coéquipier dans Nea Politia. De ce fait de course naîtra une polémique qui cristallisera définitivement les tensions entre les deux pilotes. Le GPS installé dans la voiture d'Ogier étant défectueux lors de cette dernière spéciale, Citroën Racing prit le parti de lui communiquer directement le temps à enregistrer pour lui permettre de se caler juste derrière le champion du monde et lui laisser ainsi ouvrir la route lors de la journée de dimanche : « L'équipe ne disposait pas des temps intermédiaires d'Ogier, alors dans le doute ils lui ont communiqué le temps à réaliser pour se caler derrière moi au général. C'est une belle stratégie d'équipe… ça me fait un peu rire. L'équipe a préféré aider Ogier à gagner ce rallye plutôt que m'aider à gagner au championnat. C'est une bonne information pour la suite. Désormais, on sait qui est le numéro un : c'est Ogier ! »,,. Crédité d'une marge d'environ deux secondes sur son coéquipier au départ de la dernière étape, le champion du monde adopte un rythme offensif et tente de poursuivre la lutte malgré le balayage. Malgré la prise de risques, la typologie des pistes grecques l'empêche de lutter à armes égales et l'Alsacien finit par céder. Il rejoint l'arrivée en deuxième position, dix secondes derrière Ogier, dont la victoire est qualifiée de dommageable en termes d'image par la presse médiatique : « Ce fut une grosse bagarre mais nous n'avons pas couru dans les mêmes conditions. C'est frustrant car nous étions les plus rapides : nous avons roulé en premier deux jours, et en deuxième samedi. Nous avons été très désavantagés, nous ne pouvions faire mieux. »,,. Ce nouvel épisode controversé qui trouve sa source dans un règlement imparfait dégrade pour la première fois les relations entre Citroën et son pilote vedette, dont le contrat qui les unissent doit expirer en l'état à la fin de l'année. Des rumeurs évoquent alors la volonté du septuple champion du monde de quitter l'univers des rallyes pour une reconversion sur circuit, projet déjà suggéré à plusieurs reprises par le passé, avec le championnat DTM en guise d'option la plus sérieuse. Le principal intéressé dispose alors de contacts avancés et d'offres concrètes de la part de BMW et Mercedes-Benz pour une participation dans la série germanophile : « Les discussions avec BMW sont les plus avancées. J'ai engagé des négociations avec le représentant de la marque en France, avant de me rendre à Munich pour un projet de contrat. L'offre est intéressante. BMW revient dans la discipline après une longue parenthèse avec des voitures tout juste sorties de l'usine et une équipe fraîchement constituée. Enfin, j'en cause un peu avec David Coulthard, l'ex-pilote de F1 venu s'amuser, l'esprit paisible, en DTM. L’Écossais, que je côtoie de temps à autre dans des délires motorisés organisés par Red Bull, notre sponsor commun, me branche pour aller chez Mercedes. ». Des tractations en coulisse sont également évoquées avec le constructeur Volkswagen grâce à la médiation de son ancien coéquipier et ami Carlos Sainz dans le but d'intégrer l'écurie allemande qui prépare son retour en WRC à compter de 2013, cette dernière mettant également en avant ses autres programmes sportifs en Endurance et en DTM pour tenter de séduire l'Alsacien,.
| Étape   | Jour    | E.S. | Heure   | Nom                        | Distance | Clas. Spé. | Temps         | Vit. Moy.  | Clas. |
| ------- | ------- | ---- | ------- | -------------------------- | -------- | ---------- | ------------- | ---------- | ----- |
| Étape 1 | 17 juin | SS1  | 9 h 08  | Thiva 1                    | 23,60 km | 8e         | 16 min 50 s 1 | 84,1 km/h  | 8e    |
| Étape 1 | 17 juin | SS2  | 11 h 01 | Elatia                     | 39,10 km | 4e         | 28 min 04 s 5 | 83,6 km/h  | 4e    |
| Étape 1 | 17 juin | SS3  | 13 h 39 | Eleftherohori              | 18,10 km | 2e         | 11 min 23 s 9 | 95,3 km/h  | 4e    |
| Étape 1 | 17 juin | SS4  | 14 h 28 | Rengini                    | 11,88 km | 6e         | 8 min 45 s 9  | 81,3 km/h  | 4e    |
| Étape 1 | 17 juin | SS5  | 16 h 15 | Thiva 2                    | 23,60 km | 5e         | 16 min 52 s 9 | 83,9 km/h  | 5e    |
| Étape 1 | 17 juin | SS6  | 17 h 48 | Mavrolimni                 | 25,05 km | 1er        | 18 min 18 s 5 | 82,1 km/h  | 2e    |
| Étape 2 | 18 juin | SS7  | 11 h 02 | Klenia - Mycenae 1         | 17,41 km | 2e         | 11 min 42 s 2 | 89,3 km/h  | 3e    |
| Étape 2 | 18 juin | SS8  | 12 h 05 | Ghymno 1                   | 26,28 km | 2e         | 18 min 37 s 0 | 84,7 km/h  | 3e    |
| Étape 2 | 18 juin | SS9  | 13 h 20 | Kefalari 1                 | 18,40 km | 3e         | 13 min 49 s 4 | 79,9 km/h  | 3e    |
| Étape 2 | 18 juin | SS10 | 16 h 20 | Klenia - Mycenae 2         | 17,41 km | 3e         | 11 min 26 s 4 | 91,3 km/h  | 3e    |
| Étape 2 | 18 juin | SS11 | 17 h 23 | Ghymno 2                   | 26,28 km | 1er        | 18 min 11 s 6 | 86,7 km/h  | 2e    |
| Étape 2 | 18 juin | SS12 | 18 h 38 | Kefalari 2                 | 18,40 km | 3e         | 13 min 29 s 0 | 81,9 km/h  | 2e    |
| Étape 2 | 18 juin | SS13 | 21 h 33 | Nea Politia                | 17,71 km | 2e         | 12 min 56 s 2 | 82,1 km/h  | 1er   |
| Étape 3 | 19 juin | SS14 | 9 h 03  | Aghii Theodori 1           | 19,42 km | 5e         | 12 min 57 s 2 | 90,0 km/h  | 2e    |
| Étape 3 | 19 juin | SS15 | 9 h 34  | New Pissia 1               | 11,37 km | 4e         | 8 min 16 s 8  | 82,4 km/h  | 1er   |
| Étape 3 | 19 juin | SS16 | 12 h 05 | Aghii Theodori 2           | 19,42 km | 6e         | 12 min 41 s 0 | 91,9 km/h  | 2e    |
| Étape 3 | 19 juin | SS17 | 12 h 36 | New Pissia 2               | 11,37 km | 4e         | 8 min 09 s 5  | 83,6 km/h  | 2e    |
| Étape 3 | 19 juin | SS18 | 14 h 11 | New Loutraki (Power Stage) | 4,00 km  | 1er        | 2 min 22 s 7  | 100,9 km/h | 2e    |

### 61st Neste Oil Rally Finland
Après six semaines de pause estivale, le rallye de Finlande marque la reprise du championnat du monde. Vainqueur de l'épreuve réputée chasse gardée des pilotes nordiques en 2008, Sébastien Loeb avoue ne pas être prêt à prendre tous les risques pour réitérer cette performance et préfère donner la priorité aux titres. Sur un rallye qui ne présentait jusqu'alors que des incidences homéopathiques vis-à-vis du balayage, l'Alsacien constate à l'évidence que cette période est révolue du fait de la diminution significative de la cylindrée et du couple des moteurs depuis cette saison. Quatrième à l'issue de la première spéciale, il hérite malgré lui de la tête dans le chrono suivant, précédant la clôture de l'étape, victime une nouvelle fois des tactiques de ses adversaires visant à ralentir volontairement à l'approche de l'arrivée pour lui imposer le rôle d'ouvreur le lendemain : « Nous avons balayé la trajectoire dans la première spéciale, moins dans les deux autres. Il est certain que la première position est pénalisante pour l’équipage qui ouvre, surtout si les routes sont très sèches. On ne connait pas encore les conditions météorologiques que nous aurons demain. ». Sébastien Ogier et Jari-Matti Latvala se placent ainsi en embuscade, quelques secondes derrière le champion du monde, quand le favori de l'épreuve, Mikko Hirvonen, part à la faute dans le premier secteur,,. Loeb adopte un rythme offensif dès le coup d'envoi de la deuxième étape, parvenant à compenser le handicap du balayage par sa pointe de vitesse en ne concédant que quelques dixièmes à ses rivaux sur chaque spéciale. Reparti dans le cadre du Super Rally et n'ayant plus rien à perdre, Hirvonen monopolise les temps scratchs et entame une remontée dans le classement général. Ogier s'empare finalement de la tête dans le deuxième passage de Hyväneula et porte son avance à près de deux secondes après qu'une pierre ait endommagée le pare-brise de son coéquipier. Le Gapençais réitère la même stratégie que la veille dans le dernier tronçon du jour en ralentissant intentionnellement pour contraindre l'Alsacien à lui nettoyer la piste lors de l'ultime étape, la plus longue du rallye,. Loeb poursuit son offensive et porte son avance au-delà des dix secondes en signant les deux premiers temps scratchs. Il parvient ensuite à contenir les velléités de son coéquipier dans les secteurs suivants, gérant sa marge en ne concédant que quelques dixièmes sur chaque spéciale. Le duel entre les deux hommes s'achève finalement dans le deuxième passage de Leustu lorsque Ogier voit son pneu avant gauche se déjanter après un écart de trajectoire dans un sillon, rétrogradant de fait en troisième position. Détenteur d'une quinzaine de secondes d'avance sur Latvala, le septuple champion du monde réduit la prise de risques et remporte la victoire après avoir balayé la totalité du parcours, devenant ainsi le premier pilote non nordique à s'imposer deux fois sur le rallye des mille lacs : « C'est effectivement l'une des plus belles de ma carrière. Il a vraiment fallu la chercher jusqu'au bout. Il a fallu attendre la dernière minute pour vraiment y croire. Mes deux adversaires étaient très rapides aussi. Latvala et Ogier m'ont poussé vraiment très fort. En plus le soir, ils se mettaient derrière moi au classement. J'ai balayé la route pendant trois jours et malgré cela on réussit à s'imposer. Cette victoire est l'une des plus belles car sans pouvoir mettre en place une stratégie on a réussi à rester devant. »,,.
| Étape   | Jour    | E.S. | Heure   | Nom                        | Distance | Clas. Spé. | Temps         | Vit. Moy.  | Clas. |
| ------- | ------- | ---- | ------- | -------------------------- | -------- | ---------- | ------------- | ---------- | ----- |
| Étape 1 | 28 juil | SS1  | 17 h 13 | Lankamaa                   | 23,76 km | 4e         | 11 min 50 s 5 | 120,4 km/h | 4e    |
| Étape 1 | 28 juil | SS2  | 18 h 16 | Laukaa                     | 11,79 km | 1er        | 5 min 49 s 7  | 121,4 km/h | 1er   |
| Étape 1 | 28 juil | SS3  | 20 h 00 | Laajavuori 1               | 4,19 km  | 1er        | 2 min 37 s 3  | 95,9 km/h  | 1er   |
| Étape 2 | 29 juil | SS4  | 9 h 00  | Hassi                      | 20,35 km | 3e         | 11 min 25 s 3 | 106,9 km/h | 1er   |
| Étape 2 | 29 juil | SS5  | 11 h 03 | Evo                        | 8,90 km  | 2e         | 4 min 59 s 2  | 107,1 km/h | 1er   |
| Étape 2 | 29 juil | SS6  | 11 h 53 | Hyväneula 1                | 29,90 km | 4e         | 14 min 15 s 1 | 125,9 km/h | 1er   |
| Étape 2 | 29 juil | SS7  | 14 h 59 | Koukunmaa                  | 13,68 km | 4e         | 7 min 12 s 1  | 114,0 km/h | 1er   |
| Étape 2 | 29 juil | SS8  | 15 h 37 | Koivukehä                  | 17,80 km | 4e         | 9 min 24 s 4  | 113,5 km/h | 1er   |
| Étape 2 | 29 juil | SS9  | 16 h 20 | Hyväneula 2                | 29,90 km | 3e         | 13 min 55 s 4 | 128,8 km/h | 2e    |
| Étape 2 | 29 juil | SS10 | 18 h 00 | Jokimaa                    | 2,00 km  | 5e         | 1 min 34 s 9  | 75,9 km/h  | 2e    |
| Étape 2 | 29 juil | SS11 | 19 h 46 | Mynnilä                    | 12,07 km | 1er        | 5 min 47 s 4  | 125,1 km/h | 1er   |
| Étape 3 | 30 juil | SS12 | 7 h 58  | Leustu 1                   | 21,35 km | 1er        | 10 min 13 s 1 | 125,4 km/h | 1er   |
| Étape 3 | 30 juil | SS13 | 9 h 00  | Surkee 1                   | 14,66 km | 1er        | 8 min 07 s 1  | 108,3 km/h | 1er   |
| Étape 3 | 30 juil | SS14 | 9 h 55  | Urria 1                    | 12,75 km | 2e         | 6 min 02 s 9  | 126,5 km/h | 1er   |
| Étape 3 | 30 juil | SS15 | 10 h 58 | Jukojärvi 1                | 14,32 km | 3e         | 7 min 11 s 2  | 119,6 km/h | 1er   |
| Étape 3 | 30 juil | SS16 | 11 h 23 | Isojärvi 1                 | 4,85 km  | 2e         | 2 min 27 s 4  | 118,5 km/h | 1er   |
| Étape 3 | 30 juil | SS17 | 13 h 55 | Leustu 2                   | 21,35 km | 4e         | 10 min 13 s 4 | 125,3 km/h | 1er   |
| Étape 3 | 30 juil | SS18 | 14 h 57 | Surkee 2                   | 14,66 km | 5e         | 8 min 05 s 5  | 108,7 km/h | 1er   |
| Étape 3 | 30 juil | SS19 | 15 h 52 | Urria 2                    | 12,75 km | 6e         | 5 min 59 s 3  | 127,7 km/h | 1er   |
| Étape 3 | 30 juil | SS20 | 16 h 55 | Jukojärvi 2                | 14,32 km | 4e         | 7 min 08 s 2  | 120,4 km/h | 1er   |
| Étape 3 | 30 juil | SS21 | 17 h 20 | Isojärvi 2                 | 4,85 km  | 5e         | 2 min 27 s 4  | 118,5 km/h | 1er   |
| Étape 3 | 30 juil | SS22 | 19 h 11 | Laajavuori 2 (Power Stage) | 4,19 km  | 3e         | 2 min 40 s 2  | 94,2 km/h  | 1er   |

### 29. ADAC Rallye Deutschland
C'est en marge du rallye d'Allemagne, première manche asphalte de la saison, que Sébastien Loeb et Citroën annoncent la poursuite de leur collaboration, l'intervention directe de Guy Fréquelin auprès des hautes sphères du constructeur ayant finalement empêché  le départ imminent du champion du monde pour une association avec Volkswagen. Le nouveau contrat signé entre les deux parties prévoit la poursuite du programme en WRC pour une saison supplémentaire ferme, à laquelle s'ajoute une deuxième année optionnelle puis à terme la perspective d'une reconversion sur circuit, répondant ainsi au sentiment de lassitude des rallyes ressenti par le Français et son besoin de diminuer le rythme des compétitions. Ce dernier s'engage en contrepartie à demeurer fidèle à la marque aux chevrons en tant qu'ambassadeur actif jusqu'à sa retraite sportive effective : « Depuis le début de la saison, j'essayais de penser à une reconversion mais je ne me voyais pas arrêter complètement et du jour au lendemain le sport automobile. J'avais pris des contacts pour courir sur circuit, afin de changer un peu. Le challenge de faire autre chose était bien là mais depuis le rallye de Finlande les discussions avec Citroën se sont intensifiées. Ils ont fait preuve d'une grande motivation pour que je reste. C'est cela qui a fait pencher la balance. Cela m'a fait plaisir qu'ils considèrent que leur image et la mienne sont liées et qu'il est inconcevable que j'aille ailleurs. Après tout ce qu'on a construit ensemble, c'était peut-être dommage de tout gâcher. »,,,,,. Invaincu sur les rives de la Moselle en huit participations, l'Alsacien retrouve sa surface fétiche sur laquelle le balayage qu'il subit depuis le début de la saison est inexistant. Préférant jouer la sécurité vis-à-vis de son choix de pneus en raison d'une météo incertaine, il cède du temps à l'entame de la première étape avant de hausser son rythme et de s'emparer des commandes à l'assistance de mi-journée. Auteur de trois temps scratchs dans les secteurs clés, il rejoint le parc fermé avec une avance de près de huit secondes sur son coéquipier Sébastien Ogier tandis que l'écurie adverse Ford fait face aux déboires de ses pilotes, Mikko Hirvonen ayant brisé une suspension contre un trottoir et Jari-Matti Latvala subissant une perte de puissance moteur. Entrevoyant la perspective d'un doublé assuré qui permettrait à Citroën de se détacher de la marque à l'Ovale dans le championnat Constructeurs, Olivier Quesnel décide de figer les positions de ses équipages au soir de la première étape. Ogier accepte difficilement cette situation et va tenir par voie de conséquence des propos qualifiés de peu respectueux dans la presse à l'encontre de son coéquipier, l'accusant d'être à l'origine des consignes et de refuser le duel. Sébastien Loeb rejette ces accusations en bloc et s'exprime à son tour publiquement tout en laissant entendre que les relations entre les deux hommes sont désormais ternies sans pour autant être complètement rompues : « Je comprends que cette décision n'ait pas plu à Sébastien Ogier. En 2003 je me suis écrasé pour un titre Constructeurs. Nous sommes les employés d'une entreprise. Même si quelques fois les décisions ne nous font pas plaisir, il faut les accepter. Sébastien est dans un état d'esprit différent. Il ne les accepte pas, c'est son droit. C'est sûr que cela complique un peu les relations. On s'est vu quelques fois en dehors des rallyes. On se verra un peu moins. Ça ne changera pas la vie. ». De son côté, l'équipe française justifie cette décision au regard des performances de Loeb sur asphalte, invaincu sur cette surface depuis 2005, et du fait que le jeune pilote est, par deux fois déjà, parti à la faute sous la pression de l'Alsacien cette saison lorsqu'aucune directive n'avait été communiquée : « Les patrons de Citroën sont là, il n'y a personne derrière nous… Il reste cinq rallyes dont trois sur asphalte. Loeb est vraiment très fort ici. La spéciale Panzerplatte est très dangereuse. Je comprends qu'il ne soit pas content, mais je sais qu'il comprendra plus tard que c'est la meilleure solution. Sordo est troisième à deux minutes. Je comprends bien que les médias ont besoin de raconter des histoires, mais quand il n'y a pas de consigne vous demandez 'Pourquoi n'y en a-t-il pas ?', et quand il y en a une, vous demandez 'Pourquoi ?'. Il faut être pragmatique. Loeb est vraiment très fort ici. Ce qu'a fait Ogier est énorme mais ce n'est pas suffisant pour le battre. »,,,,,,. Appliquant l'ordre donné par la direction, les deux pilotes se contentent de parcourir la deuxième étape en assurant leurs trajectoires. Le classement de tête est finalement altéré dans l'ultime chrono du jour lorsque Loeb est victime d'une crevaison en pleine ligne droite sans choc préalable et abandonne plus d'une minute : « Je ne sais pas d'où ça vient. Peut-être dans une ligne droite où il y avait une pierre… Pourtant, j'assurais… ». Après enquête, les pneumatiques Michelin asphalte nouvellement introduits sur cette épreuve sont directement mis en cause, le nombre de crevaisons s'élevant à plus d'une quinzaine chez les pilotes sur la seule deuxième journée de course,,,. Rétrogradé en deuxième position, l'Alsacien assure son rang jusqu'à l'arrivée et limite la perte comptable en s'emparant des trois points de la Power Stage,,.
| Étape   | Jour   | E.S. | Heure   | Nom                                    | Distance | Clas. Spé. | Temps         | Vit. Moy.  | Clas. |
| ------- | ------ | ---- | ------- | -------------------------------------- | -------- | ---------- | ------------- | ---------- | ----- |
| Étape 1 | 19 aoû | SS1  | 10 h 13 | Ruwertall - Fell 1                     | 24,18 km | 3e         | 13 min 59 s 4 | 103,7 km/h | 3e    |
| Étape 1 | 19 aoû | SS2  | 11 h 26 | Grafschaft Veldenz 1                   | 22,47 km | 2e         | 13 min 19 s 7 | 101,2 km/h | 2e    |
| Étape 1 | 19 aoû | SS3  | 12 h 14 | Moselland 1                            | 19,92 km | 1er        | 12 min 15 s 1 | 97,6 km/h  | 1er   |
| Étape 1 | 19 aoû | SS4  | 15 h 07 | Ruwertall - Fell 2                     | 24,18 km | 2e         | 13 min 53 s 8 | 104,4 km/h | 1er   |
| Étape 1 | 19 aoû | SS5  | 16 h 20 | Grafschaft Veldenz 2                   | 22,47 km | 1er        | 12 min 51 s 5 | 104,9 km/h | 1er   |
| Étape 1 | 19 aoû | SS6  | 17 h 08 | Moselland 2                            | 19,92 km | 1er        | 12 min 01 s 9 | 99,3 km/h  | 1er   |
| Étape 2 | 20 aoû | SS7  | 8 h 18  | Hermeskeil - Gusenburg 1               | 11,37 km | 2e         | 6 min 13 s 4  | 109,6 km/h | 1er   |
| Étape 2 | 20 aoû | SS8  | 9 h 31  | Bosenberg 1                            | 14,29 km | 3e         | 8 min 29 s 4  | 101,0 km/h | 1er   |
| Étape 2 | 20 aoû | SS9  | 10 h 29 | Birkenfelder Land 1                    | 15,23 km | 1er        | 8 min 35 s 5  | 106,4 km/h | 1er   |
| Étape 2 | 20 aoû | SS10 | 11 h 07 | Arena Panzerplatte 1                   | 34,18 km | 2e         | 19 min 57 s 6 | 102,7 km/h | 1er   |
| Étape 2 | 20 aoû | SS11 | 15 h 18 | Hermeskeil - Gusenburg 2               | 11,37 km | 4e         | 6 min 12 s 6  | 109,9 km/h | 1er   |
| Étape 2 | 20 aoû | SS12 | 16 h 31 | Bosenberg 2                            | 14,29 km | 1er        | 8 min 23 s 8  | 102,1 km/h | 1er   |
| Étape 2 | 20 aoû | SS13 | 17 h 29 | Birkenfelder Land 2                    | 15,23 km | 1er        | 8 min 36 s 5  | 106,2 km/h | 1er   |
| Étape 2 | 20 aoû | SS14 | 18 h 07 | Arena Panzerplatte 2                   | 34,18 km | 16e        | 21 min 04 s 3 | 97,3 km/h  | 2e    |
| Étape 3 | 21 aoû | SS15 | 8 h 13  | Dhrontal 1                             | 20,85 km | 3e         | 12 min 20 s 8 | 101,3 km/h | 2e    |
| Étape 3 | 21 aoû | SS16 | 8 h 56  | Moselwein 1                            | 15,12 km | 2e         | 9 min 19 s 5  | 97,3 km/h  | 2e    |
| Étape 3 | 21 aoû | SS17 | 11 h 29 | Dhrontal 2                             | 20,85 km | 1er        | 12 min 32 s 1 | 99,8 km/h  | 2e    |
| Étape 3 | 21 aoû | SS18 | 12 h 12 | Moselwein 2                            | 15,12 km | 1er        | 9 min 31 s 4  | 95,3 km/h  | 2e    |
| Étape 3 | 21 aoû | SS19 | 14 h 11 | SSS Circus Maximus Trier (Power Stage) | 4,37 km  | 1er        | 3 min 17 s 4  | 79,7 km/h  | 2e    |

### 21st Repco Rally Australia

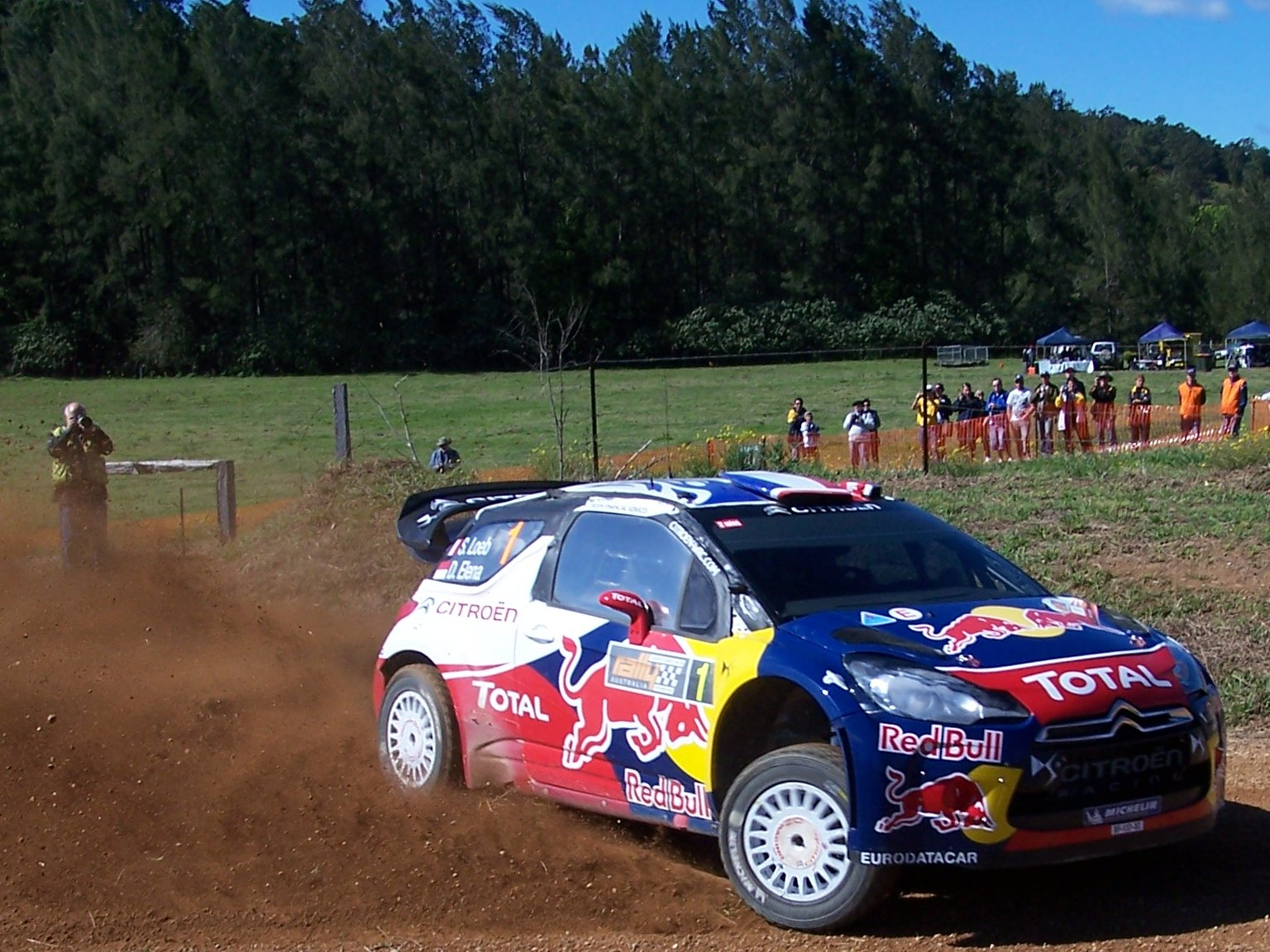
Déconcentré par l'écran des temps intermédiaires, Sébastien Loeb manque un point de freinage et part à la faute dans la première journée du rallye d'Australie 2011. Reparti le lendemain avec trente minutes de pénalité, il parviendra à accrocher la dixième place finale.

Absent la saison passée au nom de l'alternance des épreuves océaniennes, le rallye d'Australie effectue son retour dans le calendrier mondial pourvu d'un parcours entièrement renouvelé dû au déplacement du centre névralgique de l'épreuve dans la région de Coffs Harbour. Passé les reconnaissances, Sébastien Loeb décrit un tracé toujours très roulant avec plusieurs portions en sous-bois et estime les effets du balayage impactant en cas de temps sec,,. Leader du championnat Pilotes, l'Alsacien hérite à nouveau du rôle d'ouvreur lors de la première étape. Deuxième du général à l'issue des Super-Spéciales d'ouverture, il s'impose dans le premier secteur significatif sous de fortes intempéries et s'empare des commandes du rallye devant son coéquipier Sébastien Ogier. Déconcentré une fraction de seconde par l'écran des temps intermédiaires situé dans l'habitacle de la Citroën DS3 WRC, il manque un point de freinage dans le premier passage de Brooklana, percute un talus et part en tonneaux : « On était bien, sauf que les conditions étaient très très difficiles : il pleuvait, c'était boueux, on était en pneus Hard car c'est la réglementation qui veut ça. En fait, bêtement je me suis fait déconcentrer par un split sur un écran. Normalement, c'est Daniel qui me les annonce. Ce n'est pas moi qui suis censé les voir, sauf que là je l'ai vu. Daniel m'annonce la note… Au moment où il a fini, je lui dis 'tiens, c'est bon, j'ai vu le temps', et je me déconcentre une fraction de seconde. Je suis un petit peu trop tard sur les freins… Je tape le talus, ça nous envoie en tonneaux, et on est resté là. ». Ogier ne profite pas de l'occasion pour combler son retard au championnat et part à son tour à la faute deux secteurs plus loin,. Les deux pilotes de la marque aux chevrons reprennent la course le lendemain dans le cadre du Super Rally et se voient imposer des pénalités significatives. Relégué en vingt-troisième position à près de trente minutes du leader Mikko Hirvonen, Loeb entame une lente remontée avec les points de la Power Stage comme seul objectif : « Les mécanos ont un peu plus de mérite que les pilotes ce week-end. Ma voiture porte encore les stigmates de mes quatre tonneaux, mais ce n'est que de la cosmétique. Il faut vraiment les féliciter pour ce boulot. »,. Entrevoyant finalement la possibilité pour le champion du monde d'accéder aux places rémunératrices de points à l'entame de la dernière étape, l'équipe Citroën demande aux autres pilotes de la marque, dont Sébastien Ogier, de ralentir volontairement pour céder leur position. Loeb parvient ainsi à accrocher le dixième rang avant de s'imposer dans la Power Stage et limiter ainsi les pertes comptables au classement mondial. Dans le même temps, des consignes imposées sans émois par l'écurie Ford commandent au leader Jari-Matti Latvala de laisser une victoire acquise à son coéquipier Hirvonen dans la perspective du titre Pilotes.
| Étape   | Jour   | E.S. | Heure   | Nom                      | Distance | Clas. Spé.  | Temps         | Vit. Moy.   | Clas. |
| ------- | ------ | ---- | ------- | ------------------------ | -------- | ----------- | ------------- | ----------- | ----- |
| Étape 1 | 8 sep  | SS1  | 19 h 15 | Coffs 1                  | 3,77 km  | 2e          | 2 min 46 s 8  | 81,4 km/h   | 2e    |
| Étape 1 | 8 sep  | SS2  | 19 h 30 | Coffs 2                  | 3,77 km  | 1er         | 2 min 41 s 1  | 84,2 km/h   | 2e    |
| Étape 1 | 9 sep  | SS3  | 10 h 03 | Shipmans 1               | 29,03 km | 1er         | 15 min 17 s 0 | 114,0 km/h  | 1er   |
| Étape 1 | 9 sep  | SS4  | 10 h 58 | Brooklana 1              | 12,78 km | Super Rally | Super Rally   | Super Rally | 18e   |
| Étape 1 | 9 sep  | SS5  | 11 h 29 | Ulong 1                  | 12,45 km | Super Rally | Super Rally   | Super Rally | 22e   |
| Étape 1 | 9 sep  | SS6  | 14 h 42 | Shipmans 2               | 29,03 km | Super Rally | Super Rally   | Super Rally | 20e   |
| Étape 1 | 9 sep  | SS7  | 15 h 37 | Brooklana 2              | 12,78 km | Super Rally | Super Rally   | Super Rally | 20e   |
| Étape 1 | 9 sep  | SS8  | 16 h 08 | Ulong 2                  | 12,45 km | Super Rally | Super Rally   | Super Rally | 23e   |
| Étape 1 | 9 sep  | SS9  | 18 h 30 | Coffs 3                  | 3,77 km  | Super Rally | Super Rally   | Super Rally | 23e   |
| Étape 1 | 9 sep  | SS10 | 18 h 45 | Coffs 4                  | 3,77 km  | Super Rally | Super Rally   | Super Rally | 23e   |
| Étape 2 | 10 sep | SS11 | 8 h 33  | Welshes 1                | 21,10 km | 4e          | 12 min 20 s 5 | 102,6 km/h  | 21e   |
| Étape 2 | 10 sep | SS12 | 9 h 21  | Grace 1                  | 19,77 km | 5e          | 11 min 19 s 4 | 104,8 km/h  | 21e   |
| Étape 2 | 10 sep | SS13 | 10 h 14 | Valla 1                  | 14,84 km | 5e          | 9 min 02 s 2  | 98,5 km/h   | 19e   |
| Étape 2 | 10 sep | SS14 | 10 h 54 | Urunga 1                 | 13,79 km | 4e          | 8 min 48 s 9  | 93,9 km/h   | 19e   |
| Étape 2 | 10 sep | SS15 | 14 h 02 | Welshes 2                | 21,10 km | 3e          | 11 min 59 s 6 | 105,6 km/h  | 18e   |
| Étape 2 | 10 sep | SS16 | 14 h 50 | Grace 2                  | 19,77 km | 2e          | 10 min 58 s 3 | 108,1 km/h  | 18e   |
| Étape 2 | 10 sep | SS17 | 15 h 43 | Valla 2                  | 14,84 km | 2e          | 8 min 40 s 5  | 102,6 km/h  | 18e   |
| Étape 2 | 10 sep | SS18 | 16 h 23 | Urunga 2                 | 13,79 km | 1er         | 8 min 28 s 8  | 97,6 km/h   | 17e   |
| Étape 2 | 10 sep | SS19 | 18 h 30 | Coffs 5                  | 3,77 km  | 1er         | 2 min 34 s 9  | 87,6 km/h   | 17e   |
| Étape 2 | 10 sep | SS20 | 18 h 45 | Coffs 6                  | 3,77 km  | 2e          | 2 min 34 s 2  | 88,0 km/h   | 17e   |
| Étape 3 | 11 sep | SS21 | 7 h 02  | Bucca 1                  | 14,83 km | 5e          | 7 min 23 s 8  | 120,3 km/h  | 16e   |
| Étape 3 | 11 sep | SS22 | 8 h 25  | Plum Pudding 1           | 30,00 km | 5e          | 16 min 58 s 5 | 106,0 km/h  | 14e   |
| Étape 3 | 11 sep | SS23 | 9 h 34  | Clarence 1               | 4,58 km  | 1er         | 2 min 22 s 8  | 115,5 km/h  | 12e   |
| Étape 3 | 11 sep | SS24 | 12 h 11 | Bucca 2                  | 14,83 km | 3e          | 7 min 15 s 7  | 122,5 km/h  | 12e   |
| Étape 3 | 11 sep | SS25 | 13 h 34 | Plum Pudding 2           | 30,00 km | 3e          | 16 min 16 s 7 | 110,6 km/h  | 10e   |
| Étape 3 | 11 sep | SS26 | 15 h 31 | Clarence 2 (Power Stage) | 4,58 km  | 1er         | 2 min 18 s 1  | 119,4 km/h  | 10e   |

### Crédit Mutuel Rallye de France – Alsace 2011
Disputée dans sa région natale et sur sa surface de prédilection, la deuxième édition mondiale du rallye de France-Alsace doit permettre à Sébastien Loeb de stopper la remontée de Mikko Hirvonen au championnat Pilotes. Revenu à quinze points du leader, le Finlandais sut en effet tirer profit de la mauvaise passe traversée par le champion du monde lors des deux dernières manches et put compter sur une discipline et une cohésion d'équipe sans faille avec son compatriote Jari-Matti Latvala,,. Parti sur un rythme prudent en raison de traces d'humidité résilientes, Loeb s'adjuge le premier temps scratch et s'empare des commandes du rallye. Toujours en tête devant son coéquipier Sébastien Ogier, l'Alsacien est finalement coupé dans son élan peu après le départ de la troisième spéciale, victime d'une surchauffe moteur rarissime sur un bloc neuf. Les dégâts étant irréparables et le changement de propulseur interdit par le règlement, le champion du monde se retrouve contraint à l'abandon : « C'est sûr que s'il y avait un endroit où je ne voulais pas que le moteur casse, c'est bien là. En plus, ça se présentait plutôt bien : il faisait beau, les routes étaient plutôt sèches, on était en tête. Tout s'annonçait plutôt bien, et tout se termine plutôt mal. Sur le moment, on a du mal à y croire car on n'est pas habitué à ça, la voiture a toujours bien marché, on n'a jamais eu de problème mécanique cette année. On espère que c'est le capteur qui a un problème mais c'est pas vrai. ». Après analyse, la direction de l'équipe Citroën annonce qu'un problème d'étanchéité est survenu à la suite d'une erreur de montage,,,,. La disqualification après course de Petter Solberg, troisième du classement final, en raison d'un poids de sa Citroën DS3 WRC inférieur de 4 kg à la limite autorisée, permet à Hirvonen de s'emparer de la dernière marche du podium sur tapis vert et de revenir à égalité de points avec Sébastien Loeb dans le championnat Pilotes à deux rallyes de la fin de la saison.
| Étape   | Jour    | E.S. | Heure   | Nom                       | Distance | Clas. Spé. | Temps        | Vit. Moy.  | Clas.   |
| ------- | ------- | ---- | ------- | ------------------------- | -------- | ---------- | ------------ | ---------- | ------- |
| Étape 1 | 30 sep  | SS1  | 7 h 48  | Klevener 1                | 9,68 km  | 1er        | 5 min 41 s 7 | 102,0 km/h | 1er     |
| Étape 1 | 30 sep  | SS2  | 8 h 14  | Ungersberg 1              | 15,45 km | 3e         | 9 min 07 s 1 | 101,7 km/h | 1er     |
| Étape 1 | 30 sep  | SS3  | 9 h 19  | Pays d'Ormont 1           | 36,00 km | Abandon    | Abandon      | Abandon    | Abandon |
| Étape 1 | 30 sep  | SS4  | 10 h 12 | Salm 1                    | 13,06 km | Abandon    | Abandon      | Abandon    | Abandon |
| Étape 1 | 30 sep  | SS5  | 13 h 23 | Klevener 2                | 9,68 km  | Abandon    | Abandon      | Abandon    | Abandon |
| Étape 1 | 30 sep  | SS6  | 13 h 49 | Ungersberg 2              | 15,45 km | Abandon    | Abandon      | Abandon    | Abandon |
| Étape 1 | 30 sep  | SS7  | 14 h 54 | Pays d'Ormont 2           | 36,00 km | Abandon    | Abandon      | Abandon    | Abandon |
| Étape 1 | 30 sep  | SS8  | 15 h 47 | Salm 2                    | 13,06 km | Abandon    | Abandon      | Abandon    | Abandon |
| Étape 2 | 1er oct | SS9  | 8 h 23  | Hohlandsbourg 1           | 9,87 km  | Abandon    | Abandon      | Abandon    | Abandon |
| Étape 2 | 1er oct | SS10 | 8 h 41  | Firstplan 1               | 16,50 km | Abandon    | Abandon      | Abandon    | Abandon |
| Étape 2 | 1er oct | SS11 | 9 h 10  | Vallée de Munster 1       | 22,26 km | Abandon    | Abandon      | Abandon    | Abandon |
| Étape 2 | 1er oct | SS12 | 10 h 33 | Grand Ballon 1            | 24,02 km | Abandon    | Abandon      | Abandon    | Abandon |
| Étape 2 | 1er oct | SS13 | 13 h 02 | Hohlandsbourg 2           | 9,87 km  | Abandon    | Abandon      | Abandon    | Abandon |
| Étape 2 | 1er oct | SS14 | 13 h 20 | Firstplan 2               | 16,50 km | Abandon    | Abandon      | Abandon    | Abandon |
| Étape 2 | 1er oct | SS15 | 13 h 49 | Vallée de Munster 2       | 22,26 km | Abandon    | Abandon      | Abandon    | Abandon |
| Étape 2 | 1er oct | SS16 | 15 h 12 | Grand Ballon 2            | 24,02 km | Abandon    | Abandon      | Abandon    | Abandon |
| Étape 2 | 1er oct | SS17 | 16 h 56 | Mulhouse                  | 3,09 km  | Abandon    | Abandon      | Abandon    | Abandon |
| Étape 3 | 2 oct   | SS18 | 7 h 18  | Gravière de Bischwiller 1 | 5,52 km  | Abandon    | Abandon      | Abandon    | Abandon |
| Étape 3 | 2 oct   | SS19 | 8 h 27  | Vignoble de Cleebourg 1   | 10,61 km | Abandon    | Abandon      | Abandon    | Abandon |
| Étape 3 | 2 oct   | SS20 | 9 h 48  | Haguenau 1                | 4,20 km  | Abandon    | Abandon      | Abandon    | Abandon |
| Étape 3 | 2 oct   | SS21 | 10 h 18 | Gravière de Bischwiller 2 | 5,52 km  | Abandon    | Abandon      | Abandon    | Abandon |
| Étape 3 | 2 oct   | SS22 | 11 h 27 | Vignoble de Cleebourg 2   | 10,61 km | Abandon    | Abandon      | Abandon    | Abandon |
| Étape 3 | 2 oct   | SS23 | 13 h 08 | Haguenau 2 (Power Stage)  | 4,20 km  | Abandon    | Abandon      | Abandon    | Abandon |

### 47º RallyRACC Catalunya – Costa Daurada

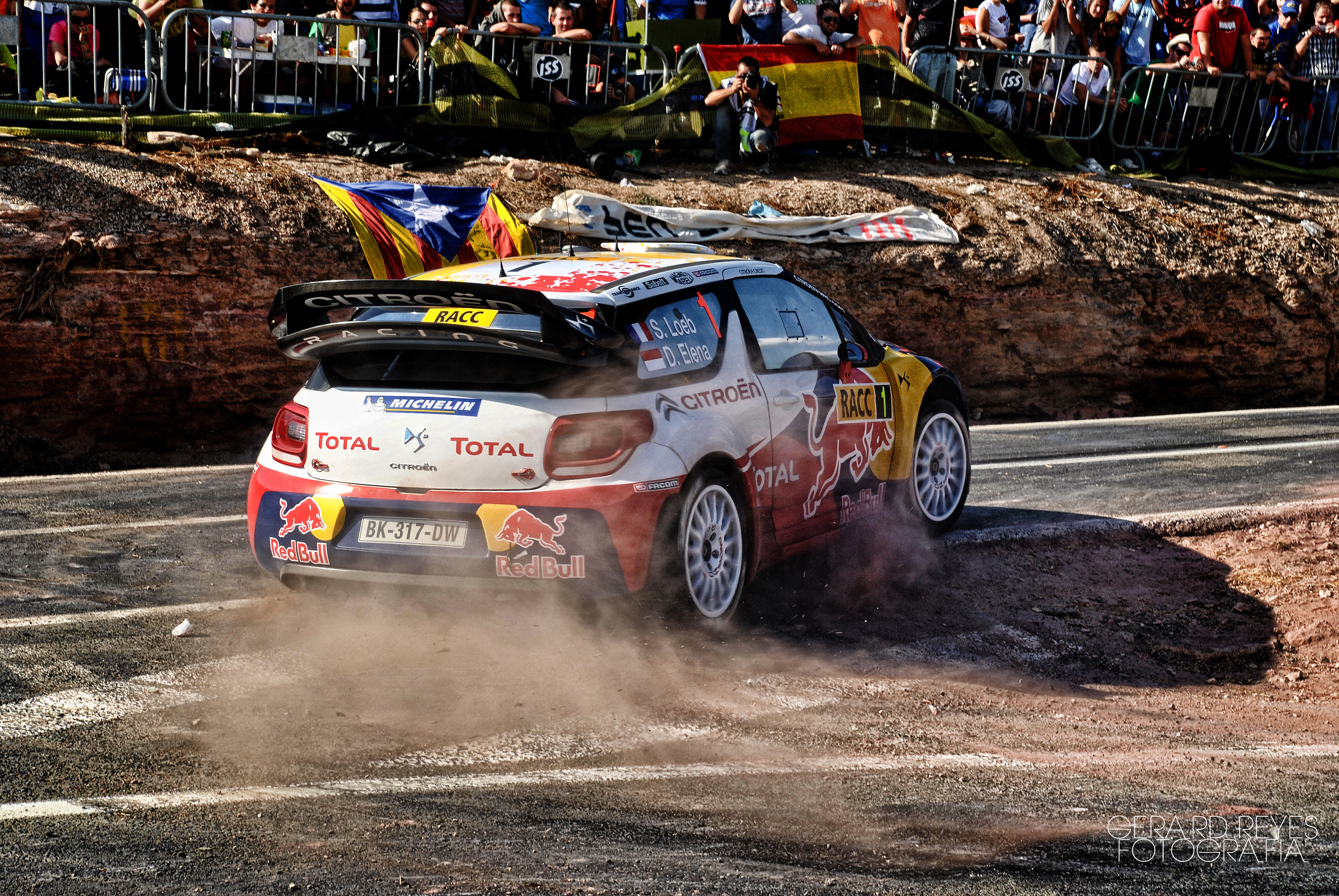
Sébastien Loeb remporte une septième victoire consécutive au rallye de Catalogne, permettant ainsi à Citroën de s'adjuger le sacre Constructeurs. Mais les consignes d'équipe appliquées par Ford le laissent sous la menace de Mikko Hirvonen avant l'ultime manche de la saison.

Le rallye de Catalogne conserve le format mixte terre/asphalte introduit la saison précédente. Désormais au pied du mur face à Mikko Hirvonen et Sébastien Ogier dans la course au titre mondial, Sébastien Loeb ne peut compter que sur une victoire pour reconstruire un écart solide sur ses rivaux avant le coup d'envoi de l'ultime manche du calendrier,,,,. Toujours leader du championnat Pilotes, l'Alsacien écope une nouvelle fois du rôle d'ouvreur lors de la première étape, disputée entièrement sur terre, mais le handicap du balayage se trouve en partie compensé à certains endroits par une stagnation de la poussière soulevée par les passages des voitures, perturbant ainsi les concurrents suivants. Auteur du scratch dans la spéciale d'ouverture, le champion du monde limite les dégâts provoqués par des conditions de route désavantageuses et conserve une marge d'environ cinq secondes à l'assistance de mi-journée. Il cède finalement les commandes du rallye au profit de Jari-Matti Latvala à l'entame de la deuxième boucle avant de reprendre la tête dans le dernier chrono du jour, le Finlandais ayant subi une crevaison après avoir heurté une pierre. Sorti trop large dans un virage, son coéquipier Sébastien Ogier abandonne plus d'une minute sur le même type d'incident quand son principal adversaire pour le titre, Mikko Hirvonen, ne parvient tout simplement pas à suivre le rythme imposé : « Ça a été une journée difficile. On a eu de la chance d'avoir de la poussière dans la première spéciale mais ça glissait. C'était vraiment difficile toute la journée. Je suis heureux d'en finir. »,,. Titulaire de trente secondes d'avance avant l'apparition des secteurs asphalte, Loeb adopte un rythme offensif au coup d'envoi de la deuxième étape et s'impose dans les deux premières spéciales. Estimant disposer d'une marge suffisante, il réduit ensuite la prise de risques en assurant ses trajectoires, contrôlant la remontée de son poursuivant direct Latvala : « Demain, on va continuer comme ça. On a trente secondes d'avance. Ça devrait suffire si on ne fait pas d'erreur. ». Victime à son tour de la déficience des pneus Michelin sur les surfaces goudronnées, Ogier perd le contact avec les pilotes de tête et hypothèque ses chances pour le titre mondial,,. Le Gapençais est finalement contraint à l'abandon dans la dernière journée de course sur un problème moteur. Loeb rejoint l'arrivée sans encombre et s'impose pour la septième fois consécutive en Catalogne, offrant ainsi le sacre Constructeurs à Citroën. La consigne de Ford dictant à Jari-Matti Latvala de céder sa seconde place à Mikko Hirvonen en fin d'épreuve ne lui permet en revanche pas de creuser un écart significatif sur son dernier rival pour le titre Pilotes avant l'ultime manche de la saison : « Ça va se jouer à pas grand chose. Il ne faut pas s'emballer. On est loin d'avoir gagné le championnat. Nous savons qu’il sera compétitif sur les spéciales du Pays de Galles. Il faudra absolument être devant lui. Le mieux que nous aurons à faire sera de gagner. Ainsi, notre destin sera entre nos mains. »,,,.
| Étape   | Jour   | E.S. | Heure   | Nom                                | Distance | Clas. Spé. | Temps         | Vit. Moy.  | Clas. |
| ------- | ------ | ---- | ------- | ---------------------------------- | -------- | ---------- | ------------- | ---------- | ----- |
| Étape 1 | 21 oct | SS1  | 8 h 43  | Pesells 1                          | 25,74 km | 1er        | 15 min 18 s 7 | 100,9 km/h | 1er   |
| Étape 1 | 21 oct | SS2  | 9 h 51  | Terra Alta 1                       | 35,94 km | 2e         | 23 min 50 s 6 | 90,4 km/h  | 1er   |
| Étape 1 | 21 oct | SS3  | 11 h 29 | Les Garrigues 1                    | 18,50 km | 3e         | 13 min 19 s 6 | 83,3 km/h  | 1er   |
| Étape 1 | 21 oct | SS4  | 16 h 42 | Pesells 2                          | 25,74 km | 4e         | 14 min 55 s 5 | 103,5 km/h | 2e    |
| Étape 1 | 21 oct | SS5  | 17 h 50 | Terra Alta 2                       | 35,94 km | 2e         | 23 min 27 s 4 | 91,9 km/h  | 2e    |
| Étape 1 | 21 oct | SS6  | 19 h 28 | Les Garrigues 2                    | 18,50 km | 1er        | 13 min 14 s 5 | 83,8 km/h  | 1er   |
| Étape 2 | 22 oct | SS7  | 9 h 40  | El Priorat 1                       | 45,97 km | 1er        | 25 min 35 s 9 | 107,7 km/h | 1er   |
| Étape 2 | 22 oct | SS8  | 11 h 08 | Riba-roja d'Ebre 1                 | 12,27 km | 1er        | 8 min 06 s 9  | 90,7 km/h  | 1er   |
| Étape 2 | 22 oct | SS9  | 11 h 33 | Punta de les Torres 1              | 13,53 km | 2e         | 7 min 08 s 9  | 113,6 km/h | 1er   |
| Étape 2 | 22 oct | SS10 | 14 h 48 | El Priorat 2                       | 45,97 km | 2e         | 25 min 42 s 3 | 107,3 km/h | 1er   |
| Étape 2 | 22 oct | SS11 | 16 h 16 | Riba-roja d'Ebre 2                 | 12,27 km | 2e         | 8 min 14 s 6  | 89,3 km/h  | 1er   |
| Étape 2 | 22 oct | SS12 | 16 h 41 | Punta de les Torres 2              | 13,53 km | 4e         | 7 min 06 s 4  | 114,2 km/h | 1er   |
| Étape 3 | 23 oct | SS13 | 7 h 02  | Santa Marina 1                     | 26,51 km | 2e         | 15 min 55 s 4 | 99,9 km/h  | 1er   |
| Étape 3 | 23 oct | SS14 | 8 h 22  | La Mussara 1                       | 20,48 km | 4e         | 11 min 17 s 6 | 108,8 km/h | 1er   |
| Étape 3 | 23 oct | SS15 | 9 h 12  | Coll de la Teixeta 1               | 4,32 km  | 1er        | 2 min 37 s 0  | 99,1 km/h  | 1er   |
| Étape 3 | 23 oct | SS16 | 11 h 39 | Santa Marina 2                     | 26,51 km | 3e         | 15 min 44 s 5 | 101,0 km/h | 1er   |
| Étape 3 | 23 oct | SS17 | 12 h 59 | La Mussara 2                       | 20,48 km | 2e         | 11 min 12 s 9 | 109,6 km/h | 1er   |
| Étape 3 | 23 oct | SS18 | 14 h 11 | Coll de la Teixeta 2 (Power Stage) | 4,32 km  | 3e         | 2 min 50 s 6  | 91,2 km/h  | 1er   |

### 67th Wales Rally GB
Dans une sorte de remake du final de la saison 2009, le championnat Pilotes doit une nouvelle fois se décider entre Sébastien Loeb et Mikko Hirvonen à l'issue du rallye de Grande-Bretagne, ultime manche du calendrier, disputé en novembre dans des conditions boueuses et glissantes typiques de l'épreuve galloise. Le Finlandais doit cependant marquer neuf points de plus que le champion du monde pour décrocher sa première couronne. Deuxième à l'issue des Super-Spéciales d'ouverture, l'Alsacien s'empare pour un écart de sept dixièmes de la tête du général dans le dernier secteur de la courte première étape devant son principal adversaire : « Dans la forêt, avec le brouillard et la nuit qui tombait, c'était facile d'en faire une. Rouler libéré à 100 % dans ces conditions, ça voulait dire prendre des risques. On est seuls, on a deux Ford en face, il va falloir se battre jusqu'au bout. ». Au service de son coéquipier dans la conquête du titre, Jari-Matti Latvala demeure au contact des deux hommes tandis que Sébastien Ogier achève prématurément sa saison, contraint à l'abandon après être parti à la faute contre un muret. Loeb et Hirvonen poursuivent leur duel le lendemain, monopolisant l'intégralité des temps scratchs à l'entame de la deuxième étape sur des écarts intermédiaires de quelques secondes et avouant prendre des risques significatifs. C'est finalement dans le dernier secteur de la boucle matinale que le suspense prend fin. En tête de quatre dixièmes avant le départ, le Finlandais cède sous le rythme imposé par l'Alsacien et affiche un déficit provisoire de plus de quatorze secondes lorsqu'il manque un point de freinage et percute une souche d'arbre. Les dégâts provoqués sur sa Ford Fiesta RS WRC étant trop importants, le pilote nordique se voit contraint à un abandon définitif, synonyme de huitième titre mondial consécutif pour Loeb quel que soit le résultat du rallye. Le Français rejoint ainsi l'Italien Giacomo Agostini dans le cercle très fermé des pilotes ayant conquis huit sacres mondiaux dans une même catégorie reine en sports mécaniques et suscite l'éloge de ses pairs : « C'était chaud-chaud ce matin. Hirvo roulait super vite. Il a, a priori, fait une faute. À la suite de cela il a eu un problème moteur. Quelque part, il n'a eu aucun souci depuis le début de l'année. On n'en a pas eu beaucoup mais on en a eu plus que lui. Si ça doit se jouer comme ça, c'est la course. ». Préférant s'assurer de figurer à l'arrivée, le nouvel octuple champion du monde réduit de manière drastique son rythme et la prise de risques, permettant à Jari-Matti Latvala de combler son retard lors du retour au parc fermé,,,. Auteur de quatre des six temps scratchs au programme de la troisième étape, le jeune Finlandais s'empare de la tête peu après l'assistance de mi-journée et construit une avance d'environ six secondes sur Loeb, toujours sur la retenue. Alors qu'une passe d'armes semblait se dessiner entre les deux hommes lors de l'ultime étape, le champion du monde est percuté frontalement par un spectateur sur la liaison conduisant au premier passage de Crychan. Radiateur percé, l'Alsacien est contraint à un nouvel abandon, mettant fin de façon inénarrable à l'une de ses saisons les plus éprouvantes : « On a essayé de croiser sur la liaison une voiture, qui n'avait rien à faire là. On est en Angleterre, donc on roule de l'autre côté. La voiture en face, c'est celle d'un Espagnol, a eu le réflexe de serrer du mauvais côté. On s'est touché de face. Rallye terminé… Ce n'est pas trop grave, le championnat est gagné. »,.
| Étape   | Jour   | E.S. | Heure   | Nom                      | Distance | Clas. Spé. | Temps         | Vit. Moy.  | Clas.   |
| ------- | ------ | ---- | ------- | ------------------------ | -------- | ---------- | ------------- | ---------- | ------- |
| Étape 1 | 10 nov | SS1  | 14 h 38 | Great Orme 1             | 4,74 km  | 2e         | 2 min 41 s 2  | 105,9 km/h | 2e      |
| Étape 1 | 10 nov | SS2  | 14 h 55 | Great Orme 2             | 4,74 km  | 1er        | 2 min 40 s 4  | 106,4 km/h | 2e      |
| Étape 1 | 10 nov | SS3  | 16 h 18 | Clocaenog                | 15,77 km | 2e         | 9 min 16 s 4  | 102,0 km/h | 1er     |
| Étape 2 | 11 nov | SS4  | 7 h 33  | Gartheiniog 1            | 19,72 km | 1er        | 11 min 18 s 9 | 104,6 km/h | 1er     |
| Étape 2 | 11 nov | SS5  | 8 h 30  | Dyfi West 1              | 10,31 km | 2e         | 6 min 16 s 6  | 98,6 km/h  | 1er     |
| Étape 2 | 11 nov | SS6  | 8 h 48  | Dyfi East 1              | 6,72 km  | 2e         | 3 min 43 s 2  | 108,4 km/h | 2e      |
| Étape 2 | 11 nov | SS7  | 9 h 43  | Dyfnant 1                | 21,34 km | 1er        | 12 min 41 s 0 | 101,0 km/h | 1er     |
| Étape 2 | 11 nov | SS8  | 14 h 18 | Dyfi West 2              | 10,31 km | 3e         | 6 min 30 s 2  | 95,1 km/h  | 1er     |
| Étape 2 | 11 nov | SS9  | 14 h 36 | Dyfi East 2              | 6,72 km  | 5e         | 3 min 49 s 5  | 105,4 km/h | 1er     |
| Étape 2 | 11 nov | SS10 | 14 h 51 | Gartheiniog 2            | 19,72 km | 3e         | 11 min 26 s 3 | 103,4 km/h | 1er     |
| Étape 2 | 11 nov | SS11 | 16 h 01 | Dyfnant 2                | 21,34 km | 2e         | 12 min 54 s 6 | 99,2 km/h  | 1er     |
| Étape 3 | 12 nov | SS12 | 9 h 24  | Hafren 1                 | 32,14 km | 1er        | 18 min 39 s 1 | 103,4 km/h | 1er     |
| Étape 3 | 12 nov | SS13 | 10 h 05 | Sweet Lamb 1             | 4,01 km  | 2e         | 2 min 48 s 8  | 85,5 km/h  | 1er     |
| Étape 3 | 12 nov | SS14 | 10 h 23 | Myherin 1                | 27,88 km | 1er        | 15 min 44 s 6 | 106,3 km/h | 1er     |
| Étape 3 | 12 nov | SS15 | 13 h 51 | Hafren 2                 | 32,14 km | 2e         | 19 min 20 s 2 | 99,7 km/h  | 2e      |
| Étape 3 | 12 nov | SS16 | 14 h 32 | Sweet Lamb 2             | 4,01 km  | 2e         | 2 min 51 s 0  | 84,4 km/h  | 2e      |
| Étape 3 | 12 nov | SS17 | 14 h 50 | Myherin 2                | 27,88 km | 2e         | 16 min 02 s 0 | 104,3 km/h | 2e      |
| Étape 4 | 13 nov | SS18 | 7 h 38  | Halfway 1                | 14,93 km | 2e         | 8 min 47 s 0  | 102,0 km/h | 2e      |
| Étape 4 | 13 nov | SS19 | 8 h 06  | Crychan 1                | 22,73 km | Abandon    | Abandon       | Abandon    | Abandon |
| Étape 4 | 13 nov | SS20 | 8 h 42  | Monument 1               | 4,36 km  | Abandon    | Abandon       | Abandon    | Abandon |
| Étape 4 | 13 nov | SS21 | 10 h 36 | Halfway 2                | 14,93 km | Abandon    | Abandon       | Abandon    | Abandon |
| Étape 4 | 13 nov | SS22 | 11 h 04 | Crychan 2                | 22,73 km | Abandon    | Abandon       | Abandon    | Abandon |
| Étape 4 | 13 nov | SS23 | 12 h 11 | Monument 2 (Power Stage) | 4,36 km  | Abandon    | Abandon       | Abandon    | Abandon |

### Bilan de la saison
D'un point de vue extérieur, les résultats de la saison 2011, avec un bilan de cinq victoires, semblent plus mitigés que ceux des années précédentes pour Sébastien Loeb. Si la montée en puissance de jeunes pilotes comme Jari-Matti Latvala et Sébastien Ogier explique en partie cette situation, elle n'en constitue pas pour autant le principal facteur déterminant. La recrudescence des incidents de course et autres problèmes mécaniques dont fut victime l'Alsacien fut d'une part manifeste en comparaison des saisons passées, au cours desquelles les coups du sort qui l'affectaient le situaient dans une proportion moyenne par rapport aux autres concurrents. Entre les problèmes de boîte de vitesses, de moteur, d'absence de signalisation, de collision en liaison, et de fragilité des premiers pneus Michelin sur asphalte, c'est au total près d'un rallye sur deux dans lesquels le Français fut coupé dans son élan. D'autre part, le handicap du balayage associé à des stratégies peu éthiques consistant à ralentir volontairement pour laisser la position d'ouvreur au premier du classement jouèrent un rôle significatif dans le déroulement de nombreuses épreuves. C'est ainsi que sur les trente-et-unes étapes inscrites au calendrier dont la typographie présentait de telles contraintes, Loeb dû s'élancer en première position dans quinze d'entre elles, auxquelles s'en ajoutent huit autres parcourues à la deuxième place. Cet état de fait mit en évidence un règlement jugé aberrant par de nombreux observateurs et obligea la FIA à revoir sa copie pour la saison 2012. Cette année fut également le théâtre de nombreuses tensions entre le champion du monde, Sébastien Ogier et Citroën Racing autour de ces problématiques d'ordre de passage et firent couler beaucoup d'encre au sein de certains médias et parmi les cercles d'amateurs de rallye. Des propos jugés à l'emporte pièce mais peu objectifs et éloignés de la réalité furent ainsi évoqués, accusant ouvertement l'Alsacien d'être favorisé par la marque aux chevrons au détriment du Gapençais. Ces arguments restent déconstruits par les faits en soulignant que la seule consigne en provenance de l'écurie française pour laquelle Loeb récolta in fine un avantage en termes comptables fut celle décidée en fin de saison lors du rallye d'Australie, pour un point seulement, quand dans le même temps et dans une relative indifférence, le rival Ford ordonnait à Jari-Matti Latvala de céder sa victoire à Mikko Hirvonen, permettant ainsi au Finlandais de demeurer artificiellement une menace au titre mondial.
| #     | Rallye                    | Surface              | Départ | Victoire | Podium | Abandon | Points | E.S. Prog. | E.S. Clas. | E.S. Dép. | Scratchs | %Scratchs | E.S. Tête | %E.S. Tête | Clas. |
| ----- | ------------------------- | -------------------- | ------ | -------- | ------ | ------- | ------ | ---------- | ---------- | --------- | -------- | --------- | --------- | ---------- | ----- |
| 1     | Rallye de Suède           | Terre enneigée       | ●      |          |        |         | 10     | 22         | 22         | 22        | 4        | 18,18%    | 0         | 0,00%      | 6e    |
| 2     | Rallye du Mexique         | Terre rapide         | ●      | ●        | ●      |         | 27     | 22         | 22         | 22        | 9        | 40,91%    | 8         | 36,36%     | 1er   |
| 3     | Rallye du Portugal        | Terre abrasive       | ●      |          | ●      |         | 21     | 17         | 17         | 17        | 3        | 17,65%    | 0         | 0,00%      | 2e    |
| 4     | Rallye de Jordanie        | Terre abrasive       | ●      |          | ●      |         | 16     | 20         | 14         | 14        | 3        | 21,43%    | 2         | 14,29%     | 3e    |
| 5     | Rallye de Sardaigne       | Terre abrasive       | ●      | ●        | ●      |         | 26     | 18         | 18         | 18        | 4        | 22,22%    | 15        | 83,33%     | 1er   |
| 6     | Rallye d'Argentine        | Mixte Terre/Asphalte | ●      | ●        | ●      |         | 26     | 19         | 19         | 19        | 8        | 42,11%    | 2         | 10,53%     | 1er   |
| 7     | Rallye de l'Acropole      | Terre abrasive       | ●      |          | ●      |         | 20     | 18         | 18         | 18        | 3        | 16,67%    | 2         | 11,11%     | 2e    |
| 8     | Rallye de Finlande        | Terre rapide         | ●      | ●        | ●      |         | 25     | 22         | 22         | 22        | 5        | 22,73%    | 19        | 86,36%     | 1er   |
| 9     | Rallye d'Allemagne        | Asphalte             | ●      |          | ●      |         | 21     | 19         | 19         | 19        | 9        | 47,37%    | 11        | 57,89%     | 2e    |
| 10    | Rallye d'Australie        | Terre rapide         | ●      |          |        |         | 4      | 26         | 26         | 20        | 6        | 30,00%    | 1         | 3,85%      | 10e   |
| 11    | Rallye de France-Alsace   | Asphalte             | ●      |          |        | ●       | 0      | 23         | 2          | 3         | 1        | 33,33%    | 2         | 100,00%    | Ab.   |
| 12    | Rallye de Catalogne       | Mixte Terre/Asphalte | ●      | ●        | ●      |         | 26     | 18         | 18         | 18        | 5        | 27,78%    | 16        | 88,89%     | 1er   |
| 13    | Rallye de Grande-Bretagne | Terre rapide         | ●      |          |        | ●       | 0      | 23         | 18         | 18        | 5        | 27,78%    | 11        | 61,11%     | Ab.   |
| Total |                           |                      | 13     | 5        | 9      | 2       | 222    | 267        | 235        | 230       | 65       | 28,26%    | 89        | 37,87%     | 1er   |

## 24 Heures du Mans
Invité pour la seconde année consécutive par Peugeot Sport à prendre part aux 24 Heures du Mans, Sébastien Loeb décline une nouvelle fois la proposition, invoquant à nouveau son agenda surchargé en WRC : « Je n'ai pas roulé cet hiver sur la Peugeot. La conquête d'un nouveau titre va m'accaparer. La saison, avec une nouvelle voiture et un nouvel équipier, risque d'être longue et difficile. Je ne peux pas me disperser. J'ai donc déjà pris ma décision. Je ne prendrai pas le départ des 24 Heures. J'aurais bien aimé. Mais… »,. Le constructeur français mettra finalement un terme à son programme d'endurance l'année suivante.

## Championnat de France FFSA GT
Une semaine après sa victoire au rallye de Catalogne, Sébastien Loeb poursuit son apprentissage sur circuit en participant à la finale du GT Tour disputée au Castellet. Engagé parmi un total de vingt-cinq équipages concurrents, l'Alsacien se retrouve associé à l'ancien champion de la discipline Bruno Hernandez au volant d'une Ferrari 458 Italia GT3 préparée par la structure italienne AF Corse,.
Les deux hommes concluent les séances d'essais du vendredi entre la douzième et la neuvième place, montant progressivement en puissance tant au niveau des temps enregistrés que des écarts consentis sur les meilleurs. Hernandez prend en charge les qualifications du samedi comptant pour la première course. Onzième du classement final à environ une seconde de la meilleure marque de Laurent Pasquali, il échoue pour deux dixièmes dans sa tentative d'accession à la Super Pole, cette dernière session ne retenant que les dix pilotes les plus rapides. Auteur d'un bon départ au coup d'envoi de la première course, le champion de France 2006 gagne trois positions dans le peloton avant de céder son rang sous la pression de Lionel Comole puis d'Éric Clément dans les tours suivants. Le passage de relais avec Loeb s'effectue à l'issue de la quinzième boucle, peu de temps avant qu'un accrochage entre Christian Beroujon et Florent Priez ne provoque la sortie du Safety Car. Seizième du général au déploiement du drapeau vert, l'Alsacien entame une remontée qui le conduira jusqu'à la dixième place finale. L'équipage de la Ferrari numéro 39 sera finalement crédité de la neuvième position à la suite de la disqualification après course de Ludovic Badey et Jean-Luc Beaubelique, le poids de leur voiture s'étant révélé inférieur de 500 g au minimum réglementaire.
Sixième de la seconde séance qualificative organisée le lendemain à moins de trois dixièmes de la meilleure marque de Frédéric Makowiecki, le champion du monde des rallyes accède à la Super Pole et parvient à y décrocher une place sur la cinquième ligne aux côtés d'Olivier Panis. Auteur d'un départ en demi-teinte lors de la deuxième course, il cède sous la pression de l'ancien pilote de Formule 1 et de Dino Lunardi avant le premier virage puis abandonne une position supplémentaire face à Laurent Cazenave dans le troisième tour. Davantage en confiance au fur et à mesure de l'étirement du peloton, il parvient à trouver l'ouverture sur Panis et réintègre le Top 10 à la suite de l'abandon de Stéphane Ortelli sur problème mécanique. Un passage de témoin bien négocié permet à Bruno Hernandez de repartir en cinquième position. À la lutte face à Marc Sourd et Jean-Luc Beaubelique, il conservera son rang jusqu'à l'arrivée.
| Catégorie | N°      | Équipe                   | Voiture                | Voiture                | Équipier        | Équipier        | Équipier        |
| --- | ------- | ------------------------ | ---------------------- | ---------------------- | --------------- | --------------- | --------------- |
| GT3 | 39      | AF Corse                 | Ferrari 458 Italia GT3 | Ferrari 458 Italia GT3 | Bruno Hernandez | Bruno Hernandez | Bruno Hernandez |
| Date | Heure   | Phase                    | Temps                  | Tours                  | Écart           | Clas. Cat.      | Clas.           |
| 28 oct | 9 h 05  | Essais Privés 1          | 1 min 27 s 397         | 28                     | +3 s 386        | 12e             | 12e             |
| 28 oct | 13 h 35 | Essais Privés 2          | 1 min 22 s 462         | 28                     | +1 s 251        | 9e              | 9e              |
| 29 oct | 9 h 45  | Essais Qualificatifs 1 ‡ | 1 min 22 s 703         | 5                      | +0 s 912        | 10e             | 11e             |
| 29 oct | 10 h 15 | Super Pole 1 ‡           | Non qualifié           | Non qualifié           | Non qualifié    | Non qualifié    | Non qualifié    |
| 29 oct | 16 h 14 | Course 1                 | 1 h 15 min 14 s 334    | 47                     | +1 Tour         | 9e              | 9e              |
| 30 oct | 8 h 30  | Essais Qualificatifs 2   | 1 min 20 s 767         | 9                      | +0 s 292        | 6e              | 6e              |
| 30 oct | 9 h 00  | Super Pole 2             | 1 min 21 s 036         | 1                      | +0 s 741        | 9e              | 9e              |
| 30 oct | 14 h 15 | Course 2                 | 45 min 49 s 292        | 32                     | +28 s 515       | 5e              | 5e              |
| |         |                          |                        |                        |                 |                 |                 |
| Légende : ‡ — Cette partie de l'épreuve fut intégralement prise en charge par le coéquipier de Sébastien Loeb. |         |                          |                        |                        |                 |                 |                 |
| Sources, : |         |                          |                        |                        |                 |                 |                 |

## Porsche Matmut Carrera Cup France
Parallèlement à son engagement dans les compétitions du Championnat de France GT, Sébastien Loeb profite de sa présence lors de la finale du GT Tour au Castellet pour s'inscrire aux épreuves de Porsche Carrera Cup France sur l'une des quatre voitures de l'écurie Pulsat Racing Technology : « Rouler en Porsche Matmut Carrera Cup est toujours un grand défi. Il y a de nombreux spécialistes, donc c’est presque plus compliqué pour moi de gagner dans cette série qu’en rallye. Je n’ai pas fait de test ; je vais découvrir à nouveau l’auto directement lors des essais libres. Le challenge est en tout cas très intéressant. »,.
Sixième des essais privés du vendredi, à environ une seconde de la meilleure marque du nouveau champion en titre de la catégorie Kévin Estre, l'Alsacien améliore significativement ses performances au fur et à mesure du roulage accumulé et signe le troisième temps des qualifications du samedi, à moins d'un dixième de la première ligne délimitée par son coéquipier Sylvain Noël. Un accrochage collectif dans le peloton de tête survient dès le coup d'envoi de la première course, provoquant l'abandon de sept concurrents. Loeb évite le contact et se porte en tête avant de céder les commandes à Estre dans le premier tour à la suite d'un virage mal négocié. La présence de liquide de refroidissement sur la piste en provenance des voitures impliquées dans l'incident du départ entraîne la sortie du Safety Car et la neutralisation de la course pendant trois tours. La hiérarchie restera dès lors inchangée et le champion du monde des rallyes franchira la ligne d'arrivée en seconde position.
Auteur du deuxième temps à l'issue des qualifications organisées le dimanche, Loeb accède à la première ligne de la deuxième course aux côtés de Kévin Estre, de nouveau signataire de la pole position. L'Alsacien parvient à garder son rang lors du départ et porte plusieurs attaques sur le leader dans les premiers virages. Sorti trop large dans l'une de ces tentatives, il abandonne sa deuxième place à Sylvain Noël et terminera troisième, n'ayant pu trouver l'ouverture sur son coéquipier lors des quinze tours restants.
| Groupe | N°      | Équipe                   | Voiture             | Voiture             | Voiture             |            |       |
| ------ | ------- | ------------------------ | ------------------- | ------------------- | ------------------- | ---------- | ----- |
| A      | 7       | Pulsat Racing Technology | Porsche 997 GT3 Cup | Porsche 997 GT3 Cup | Porsche 997 GT3 Cup |            |       |
| Date   | Heure   | Phase                    | Temps               | Tours               | Écart               | Clas. Grp. | Clas. |
| 28 oct | 10 h 10 | Essais Privés            | 1 min 25 s 909      | 23                  | +1 s 142            | 6e         | 6e    |
| 29 oct | 9 h 10  | Essais Qualificatifs 1   | 1 min 23 s 338      | 3                   | +0 s 772            | 3e         | 3e    |
| 29 oct | 13 h 30 | Course 1                 | 40 min 39 s 779     | 26                  | +3 s 456            | 2e         | 2e    |
| 30 oct | 9 h 20  | Essais Qualificatifs 2   | 1 min 23 s 446      | 4                   | +0 s 214            | 2e         | 2e    |
| 30 oct | 12 h 50 | Course 2                 | 21 min 18 s 030     | 15                  | +3 s 556            | 3e         | 3e    |

## Monza Rally Show

### Événement principal
Deux semaines après l'obtention de son huitième sacre mondial consécutif, Sébastien Loeb achève sa saison sportive en participant pour la première fois au Monza Rally Show, épreuve asphalte disputée en Italie sur le circuit éponyme et présentant la particularité de réunir des spécialistes de plusieurs disciplines issues des sports mécaniques. Engagé aux côtés de son épouse Séverine sur l'une des Citroën DS3 WRC qu'il pilota au cours de l'année, l'Alsacien se classe deuxième à l'issue du premier secteur mais se voit attribuer la tête du général après qu'une pénalité de dix secondes fut prononcée à l'encontre de l'auteur du scratch Piero Longhi. Sur un bitume détrempé, il s'adjuge le meilleur temps dans les deux spéciales suivantes avant de se retrouver à la lutte face au nonuple champion du monde de vitesse moto Valentino Rossi au cours de la seconde étape. L'Italien signe par deux fois le chrono de référence sur des écarts de quelques dixièmes avant que Loeb ne réagisse en s'imposant dans les trois derniers tronçons, doublant son avance pour la porter à près de vingt-cinq secondes au moment de franchir la ligne d'arrivée et de remporter l'épreuve,.
| Étape   | Jour   | E.S. | Heure   | Nom          | Distance | Clas. Spé. | Temps         | Vit. Moy.   | Clas. |
| ------- | ------ | ---- | ------- | ------------ | -------- | ---------- | ------------- | ----------- | ----- |
| Étape 1 | 25 nov | SS1  | 17 h 01 | Autodromo 1  | 9,00 km  | 2e         | 4 min 44 s 6  | 113,84 km/h | 1er   |
| Étape 1 | 25 nov | SS2  | 19 h 14 | Camping 1    | 9,50 km  | 1er        | 4 min 48 s 5  | 118,54 km/h | 1er   |
| Étape 2 | 26 nov | SS3  | 9 h 00  | Monza 1      | 10,10 km | 1er        | 5 min 01 s 9  | 120,44 km/h | 1er   |
| Étape 2 | 26 nov | SS4  | 11 h 13 | Grand Prix 1 | 32,50 km | 2e         | 16 min 02 s 0 | 121,62 km/h | 1er   |
| Étape 2 | 26 nov | SS5  | 13 h 43 | Autodromo 2  | 9,00 km  | 1er        | 4 min 38 s 2  | 116,46 km/h | 1er   |
| Étape 2 | 26 nov | SS6  | 15 h 26 | Grand Prix 2 | 32,50 km | 2e         | 16 min 01 s 2 | 121,72 km/h | 1er   |
| Étape 2 | 26 nov | SS7  | 18 h 26 | Camping 2    | 9,50 km  | 1er        | 4 min 42 s 9  | 120,89 km/h | 1er   |
| Étape 3 | 27 nov | SS8  | 8 h 46  | Monza 2      | 10,10 km | 1er        | 4 min 58 s 0  | 122,01 km/h | 1er   |
| Étape 3 | 27 nov | SS9  | 10 h 49 | Grand Prix 3 | 32,50 km | 1er        | 15 min 54 s 8 | 122,54 km/h | 1er   |

### Master's Show
Quelques heures après sa victoire dans la trente-deuxième édition du Monza Rally Show, Sébastien Loeb intègre le groupe de huit pilotes participant à l'épreuve de clôture. Intitulée Master's Show et organisée le 27 novembre 2011 sur la ligne droite principale du circuit, elle propose un format inspiré des Super-Spéciales de rallye avec deux concurrents prenant le départ en parallèle. L'Alsacien remporte ses deux duels contre Aaron Burkart et Piero Longhi lors des phases qualificatives. Auteur du meilleur temps général, il accède au dernier carré au cours duquel il prend à nouveau le dessus sur Longhi pour finalement se retrouver face à Valentino Rossi lors de l'ultime manche disputée sur trois tours. Il améliore sa meilleure marque de près de deux secondes avant que le motard italien ne parte à la faute dans un virage mal négocié, abandonnant la victoire à Loeb,,,,.

#### Phases qualificatives
| Heure   | Pilote 1        | Temps 1       | Pilote 2        | Temps 2       |
| ------- | --------------- | ------------- | --------------- | ------------- |
| 14 h 00 | Dani Sordo      | 2 min 58 s 07 | Roberto Brivio  | 2 min 59 s 53 |
| 14 h 06 | Valentino Rossi | 2 min 56 s 71 | Alessio Salucci | 3 min 01 s 66 |
| 14 h 12 | Rinaldo Capello | 2 min 56 s 73 | Piero Longhi    | 2 min 59 s 93 |
| 14 h 18 | Sébastien Loeb  | 2 min 54 s 22 | Aaron Burkart   | 3 min 22 s 07 |
| 14 h 48 | Dani Sordo      | 2 min 55 s 36 | Alessio Salucci | 3 min 01 s 96 |
| 14 h 54 | Valentino Rossi | 2 min 54 s 11 | Roberto Brivio  | 2 min 58 s 01 |
| 15 h 00 | Rinaldo Capello | 2 min 56 s 71 | Aaron Burkart   | 3 min 00 s 71 |
| 15 h 06 | Sébastien Loeb  | 2 min 53 s 88 | Piero Longhi    | 2 min 56 s 22 |

#### Phases éliminatoires
|  | Demi-finales    | Demi-finales    |                |               | Finale  | Finale  |
|  | Demi-finales    | Demi-finales    |                |               | Finale  | Finale  |
|  |                 |                 |                |               |         |         |
|  | 15 h 36         | 15 h 36         |                |               | 16 h 00 | 16 h 00 |
|  | 15 h 36         | 15 h 36         |                |               | 16 h 00 | 16 h 00 |
|  | Sébastien Loeb  | 2 min 53 s 46   |                |               | 16 h 00 | 16 h 00 |
|  | Sébastien Loeb  | 2 min 53 s 46   |                |               | 16 h 00 | 16 h 00 |
|  | Piero Longhi    | 2 min 55 s 80   |                |               | 16 h 00 | 16 h 00 |
|  | Piero Longhi    | 2 min 55 s 80   | Sébastien Loeb | 4 min 18 s 34 |         |         |
|  | 15 h 42         |                 | Sébastien Loeb | 4 min 18 s 34 |         |         |
|  |                 | Valentino Rossi | Ab.            |               |         |         |
|  | Valentino Rossi | Valentino Rossi | Ab.            | 2 min 54 s 18 |         |         |
|  | Valentino Rossi |                 |                | 2 min 54 s 18 |         |         |
|  | Dani Sordo      | 2 min 57 s 14   |                |               |         |         |
|  | Dani Sordo      | 2 min 57 s 14   |                |               |         |         |

## ERDF Masters Kart
Dix ans après leur dernière édition en date, les Masters de karting de Paris-Bercy effectuent leur retour le deuxième week-end de décembre 2011 en réunissant plusieurs grands noms du sport automobile. Renommé ERDF Masters Kart et directement sponsorisé par l'opérateur publique du même nom, le nouvel événement innove en proposant pour la première fois de concourir sur des karts pourvus de moteurs électriques. Sébastien Loeb répond favorablement à l'invitation des organisateurs et intègre la liste des engagés comptant un total de vingt pilotes issus notamment de la Formule 1, du DTM ou encore de l'Endurance,.
Auteur du cinquième temps lors des qualifications du samedi, l'Alsacien décroche la troisième place sur la grille de la première demi-finale. Auteur d'un bon départ, il parvient à conserver son rang à l'issue des premiers virages mais se voit aussitôt menacer par Gary Paffett. Sorti trop large dans une épingle, il cède sous les assauts du Britannique avant la fin du premier tour puis abandonne une position supplémentaire au profit de Jules Bianchi deux boucles plus tard. Il défendra sa cinquième place jusqu'à l'arrivée, synonyme de qualification directe pour la grande finale. Neuvième sur la grille de départ, Loeb se retrouve bloqué dans le deuxième virage par un accrochage collectif survenu en amont et rétrograde en douzième position. Les abandons consécutifs de Sébastien Ogier et Franck Montagny à la suite de plusieurs échauffourées dans le peloton lui permettent de remonter à la dixième place avant de prendre le dessus sur Robert Wickens et Tristan Vautier passé la mi-course. Il franchira la ligne d'arrivée en huitième position du classement final.
Neuvième à l'issue des qualifications du dimanche, Loeb prend le départ de la première demi-finale en cinquième position. Il cale au moment du coup d'envoi mais négocie suffisamment bien les deux premières épingles pour remonter à la sixième place. Il se hisse en cinquième position après un dépassement réussi sur Romain Dumas dont il contiendra les assauts jusqu'à l'arrivée. De nouveau qualifié pour la grande finale au neuvième rang de la grille de départ, l'Alsacien abandonne une position dans les premières courbes avant de se faire percuter à l'arrière par Olivier Lombard. Reparti dernier à l'issue de l'incident, il prend le dessus sur son compatriote avant la fin du premier tour puis entame une remontée sur le peloton. L'abandon de Dumas sur problème mécanique et les dépassements coup sur coup menés avec succès sur Sébastien Bourdais et Filipe Albuquerque lui permettent d'accrocher la dixième place au moment de franchir la ligne d'arrivée.
| Groupe | N°      | Kart           |          |       |           |       |
| ------ | ------- | -------------- | -------- | ----- | --------- | ----- |
| Stars  | 1       | Sodi STX       |          |       |           |       |
| Date   | Heure   | Phase          | M. Temps | Tours | Écart     | Clas. |
| 10 déc | 20 h 40 | Qualifications |          | 3     |           | 5e    |
| 10 déc | 21 h 50 | Demi-finale 1  | 31 s 345 | 12    | +4 s 424  | 5e    |
| 10 déc | 23 h 20 | Grande finale  | 31 s 270 | 14    | +10 s 394 | 8e    |
| 11 déc | 15 h 40 | Qualifications | 31 s 051 | 3     | +0 s 427  | 9e    |
| 11 déc | 16 h 50 | Demi-finale 1  | 30 s 651 | 12    | +3 s 286  | 5e    |
| 11 déc | 18 h 20 | Grande finale  | 30 s 629 | 14    | +5 s 280  | 10e   |